# Cucina napoletana
(Proverbio napoletano)

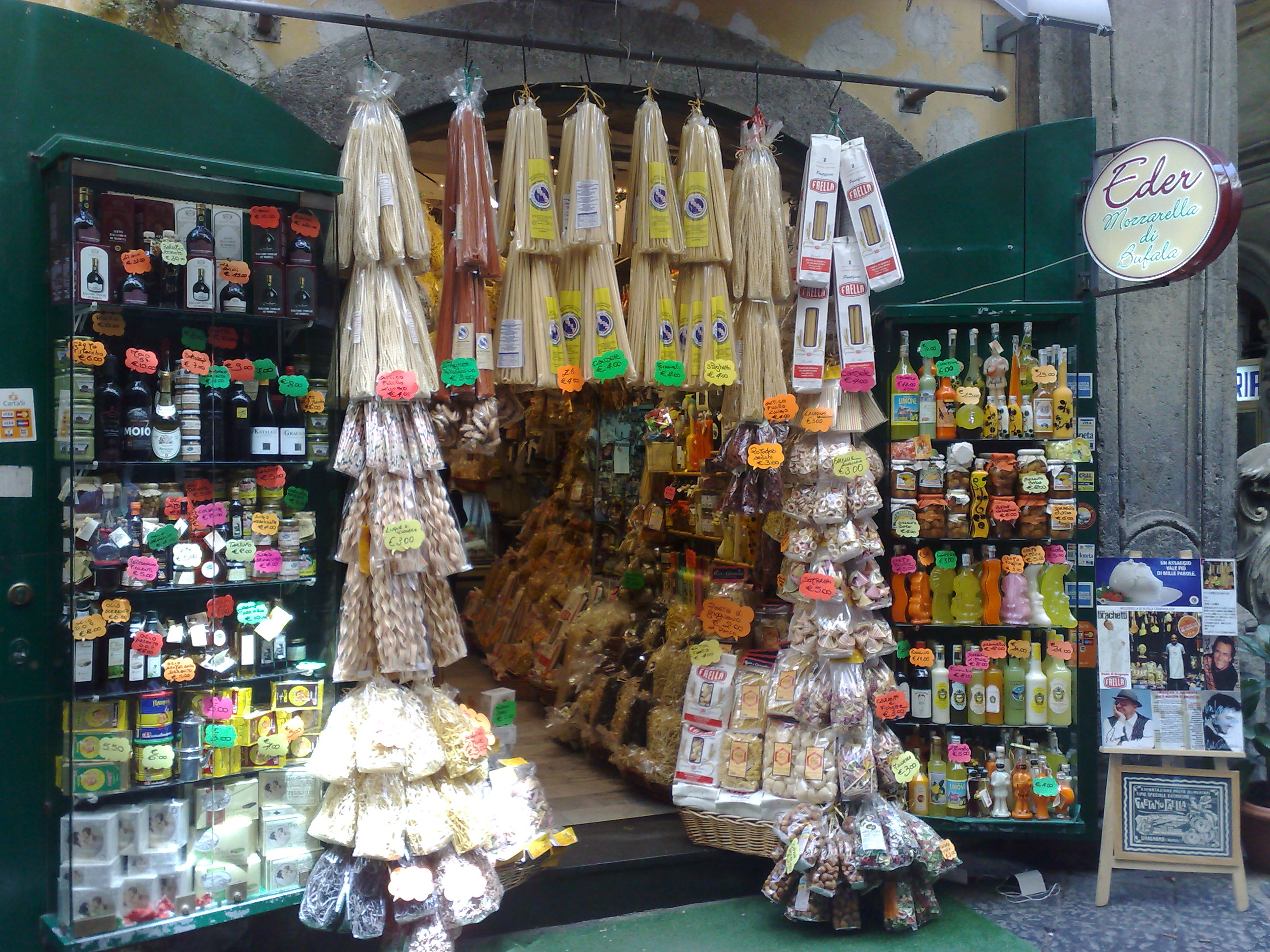
Un negozio di prodotti tipici napoletani e campani nella località di Spaccanapoli

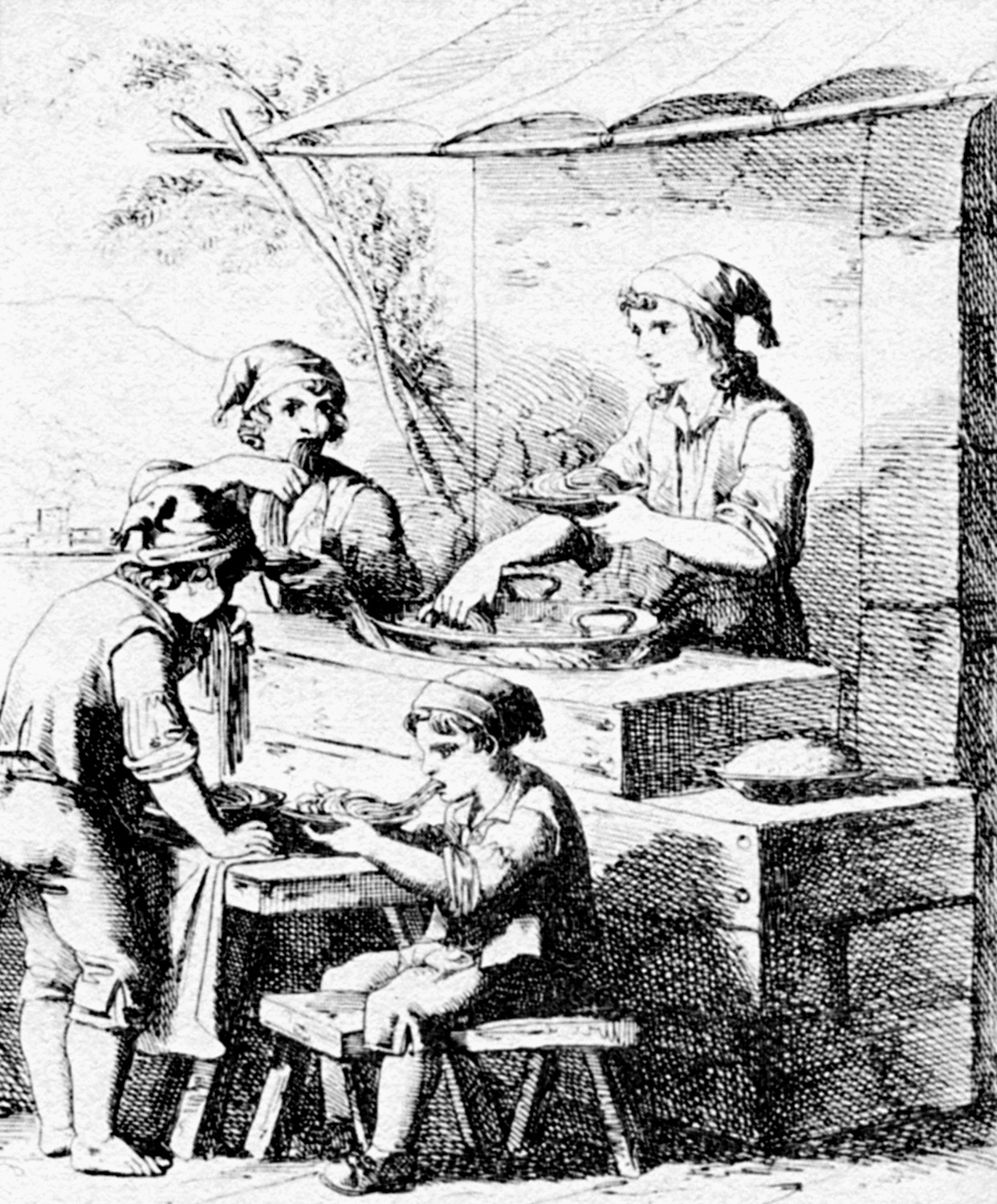
Bartolomeo Pinelli (1781-1835), Lazzari napoletani che mangiano maccheroni. Incisione.

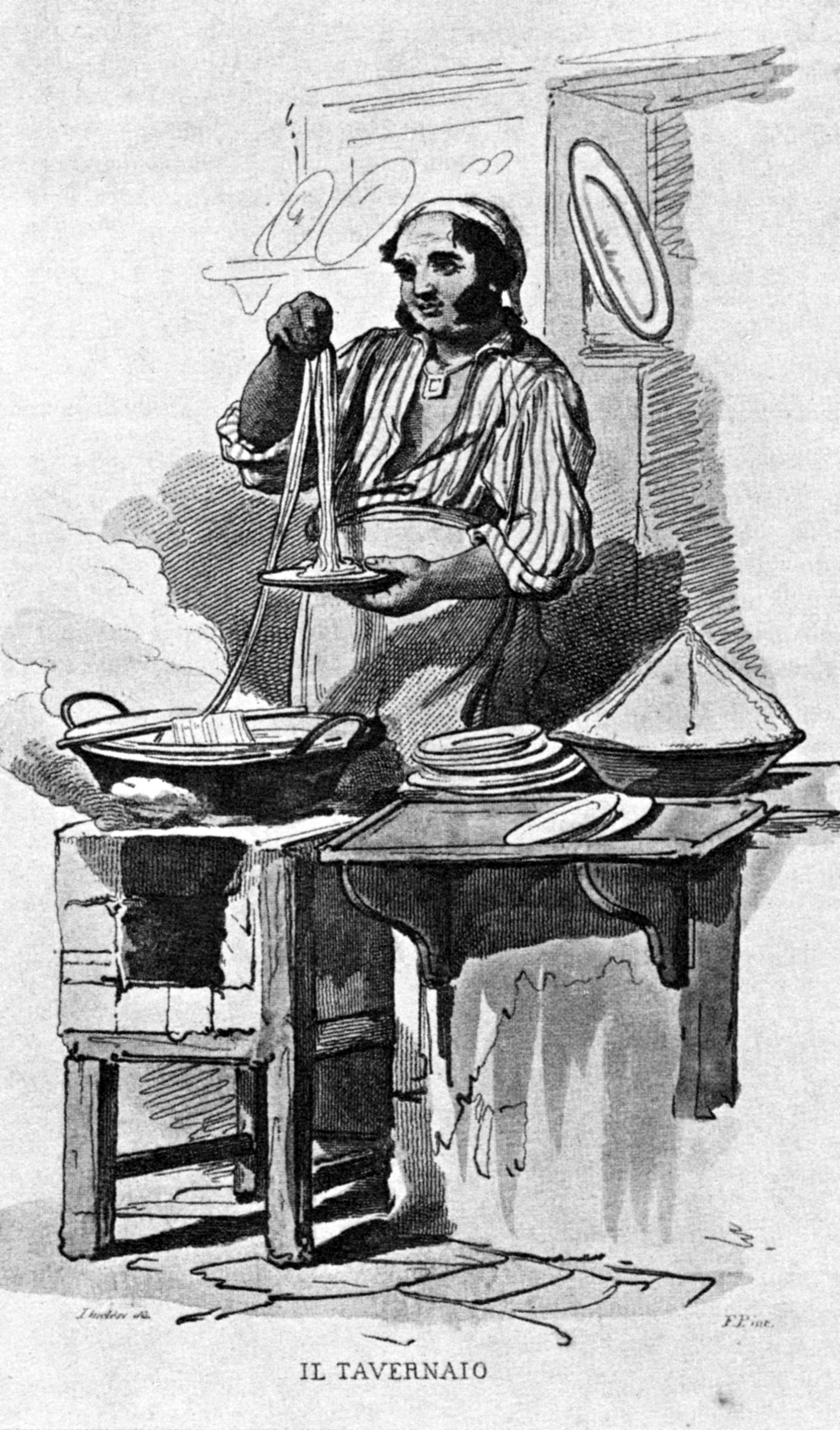
Litografia tratta da un originale di Teodoro Duclère (1816-1869), intitolata Il tavernaio.

La cucina napoletana pone le sue radici storiche nel periodo greco-romano. Si è poi progressivamente arricchita nel corso dei secoli successivi, attraverso l'influsso cortigiano delle differenti dinastie che si sono susseguite al governo della città e del territorio circostante.
Essendo stata, la città di Napoli, stabilmente sede di una corte fin dal XIII secolo, la sua cucina si è sviluppata e delineata su due frangenti, i quali esprimono una separazione ben definita tra una cucina prettamente aristocratica ed una popolare. La prima, caratterizzata da piatti elaborati e di ispirazione internazionale, mentre, la seconda, strettamente legata agli ingredienti del territorio. A seguito delle rielaborazioni avvenute durante i secoli, e della contaminazione con la cultura culinaria più nobile, la cucina tradizionale napoletana possiede ora numerose pietanze tipiche.

## Storia della cucina napoletana

### La cucina in epoca greco-romana

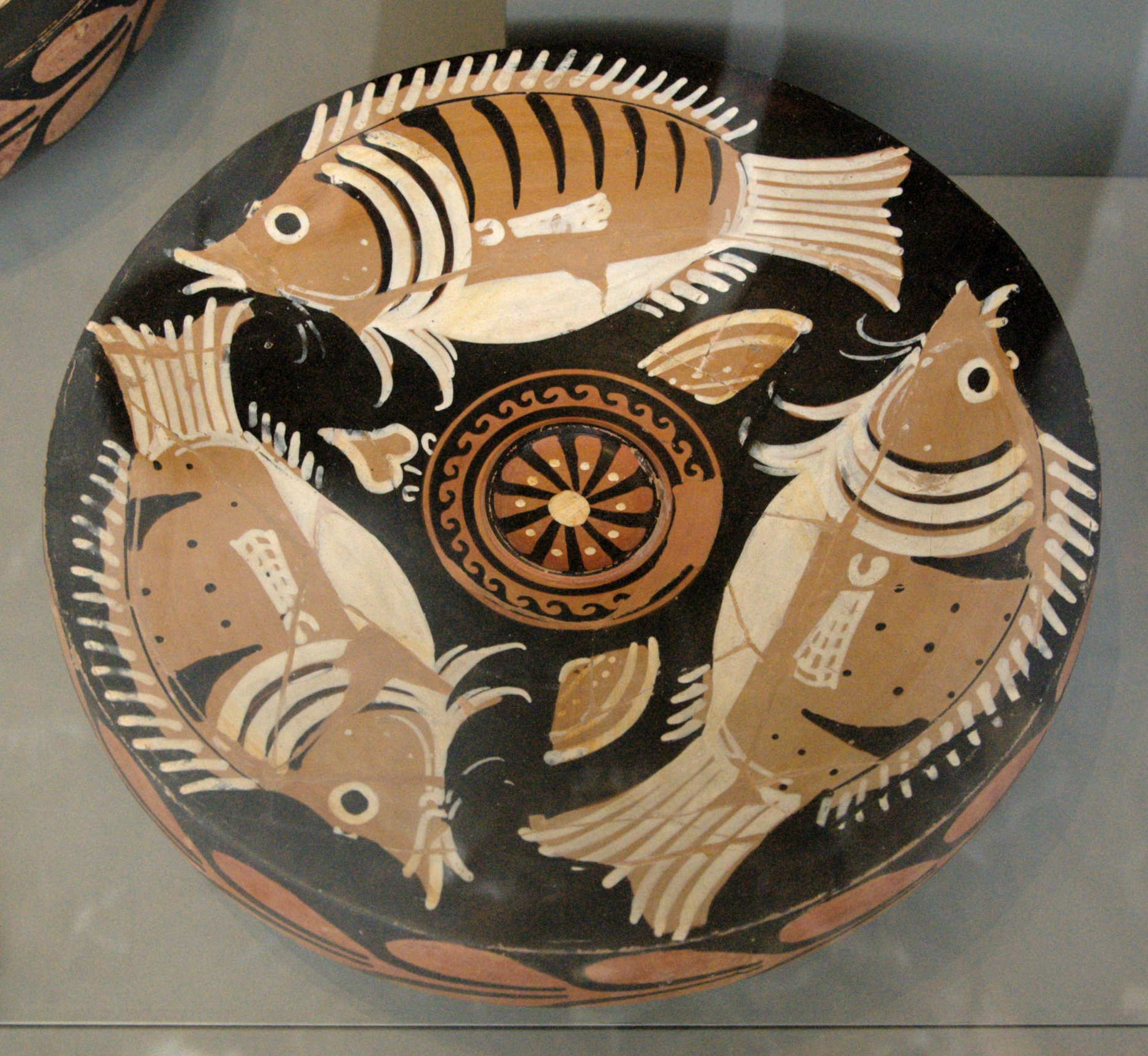
Piatto greco con pesci, probabilmente atto a contenere portate di mare (Altes Museum, Berlino). Provenienza: Magna Grecia.

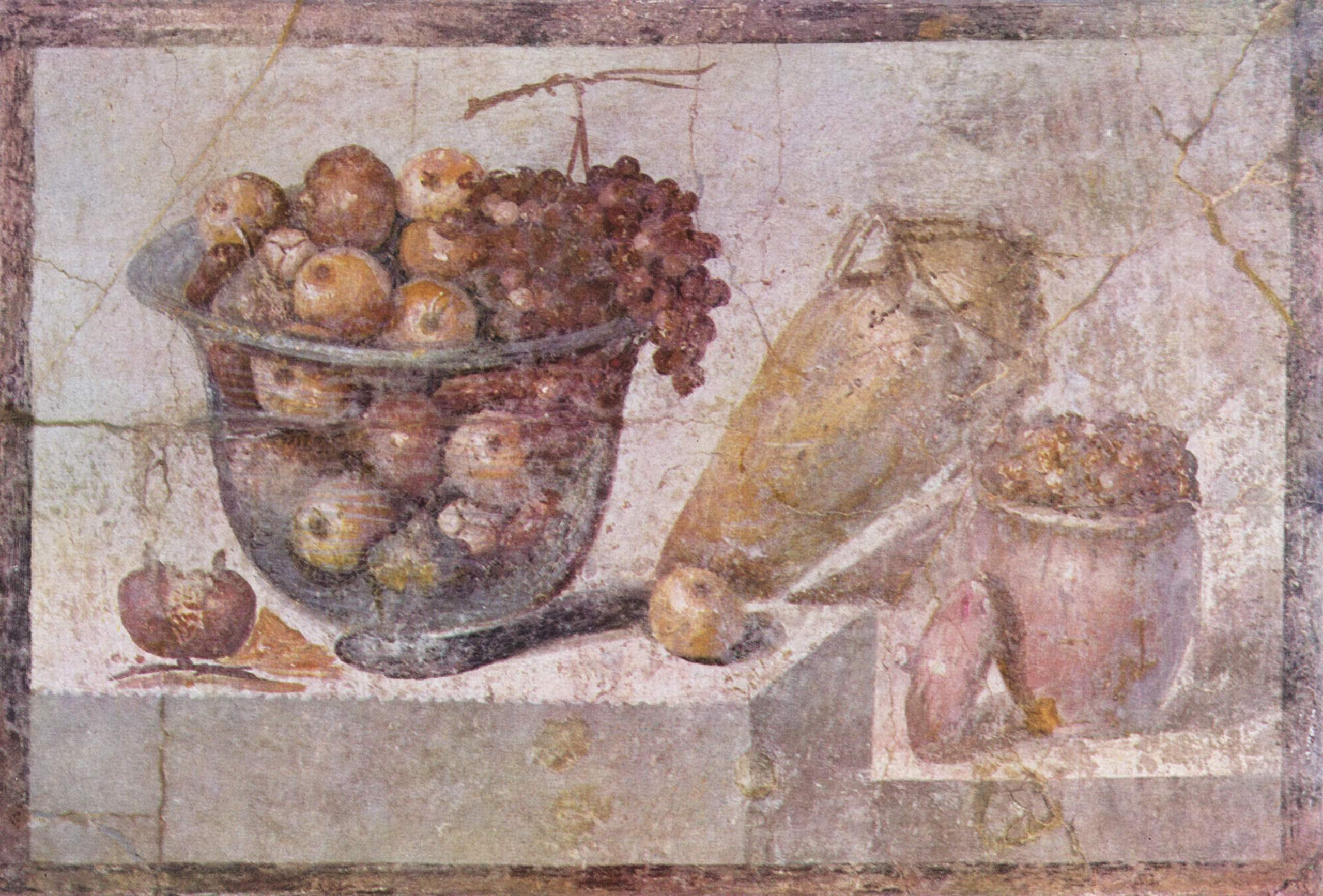
Un affresco di Pompei con frutta, che può suggerirci alcuni dei gusti a tavola degli antichi romani. Provenienza: museo archeologico di Napoli.

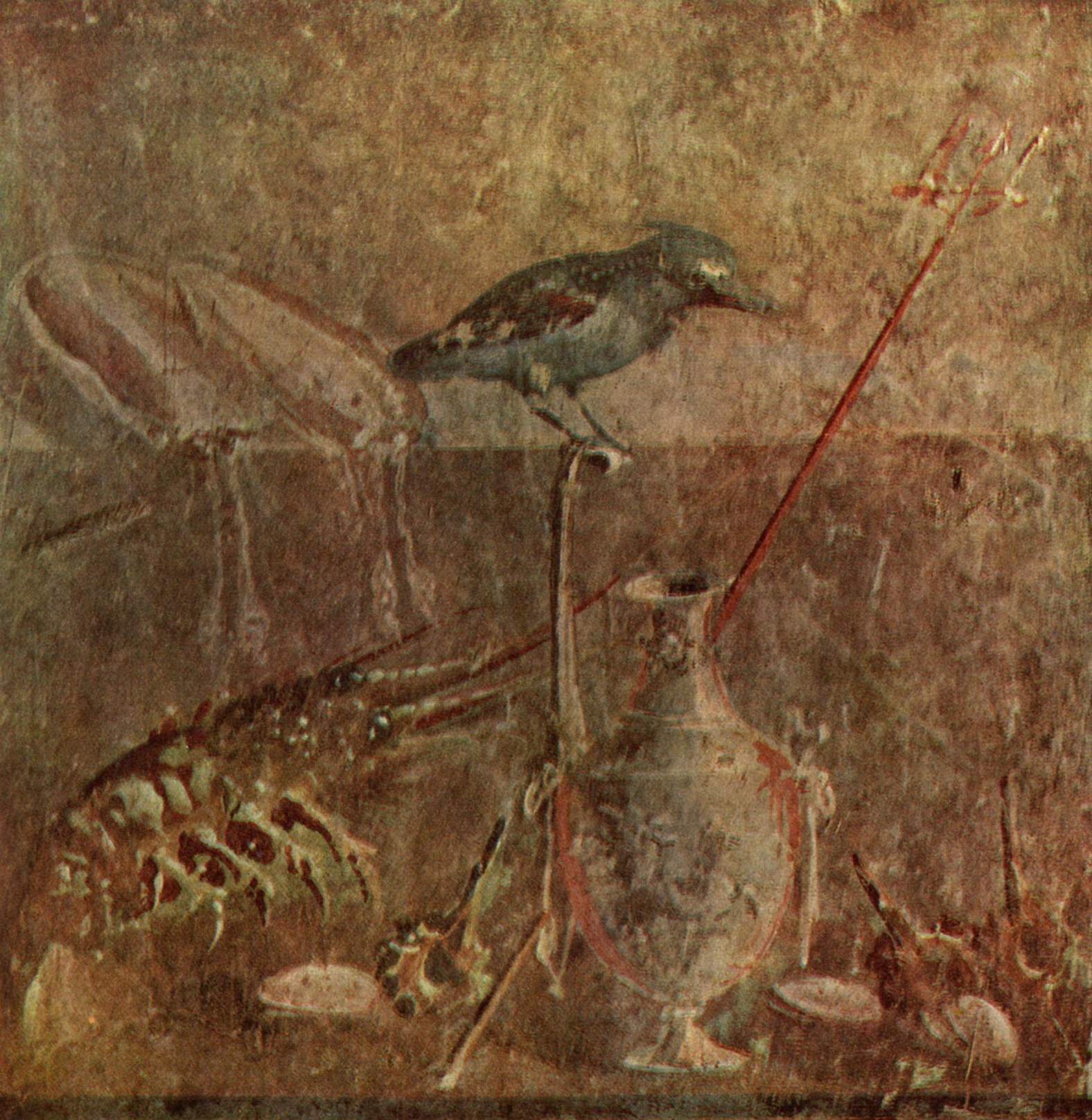
Un affresco di Pompei con un'aragosta e diversi molluschi, già ingredienti della cucina romana. Provenienza: Museo archeologico di Napoli.

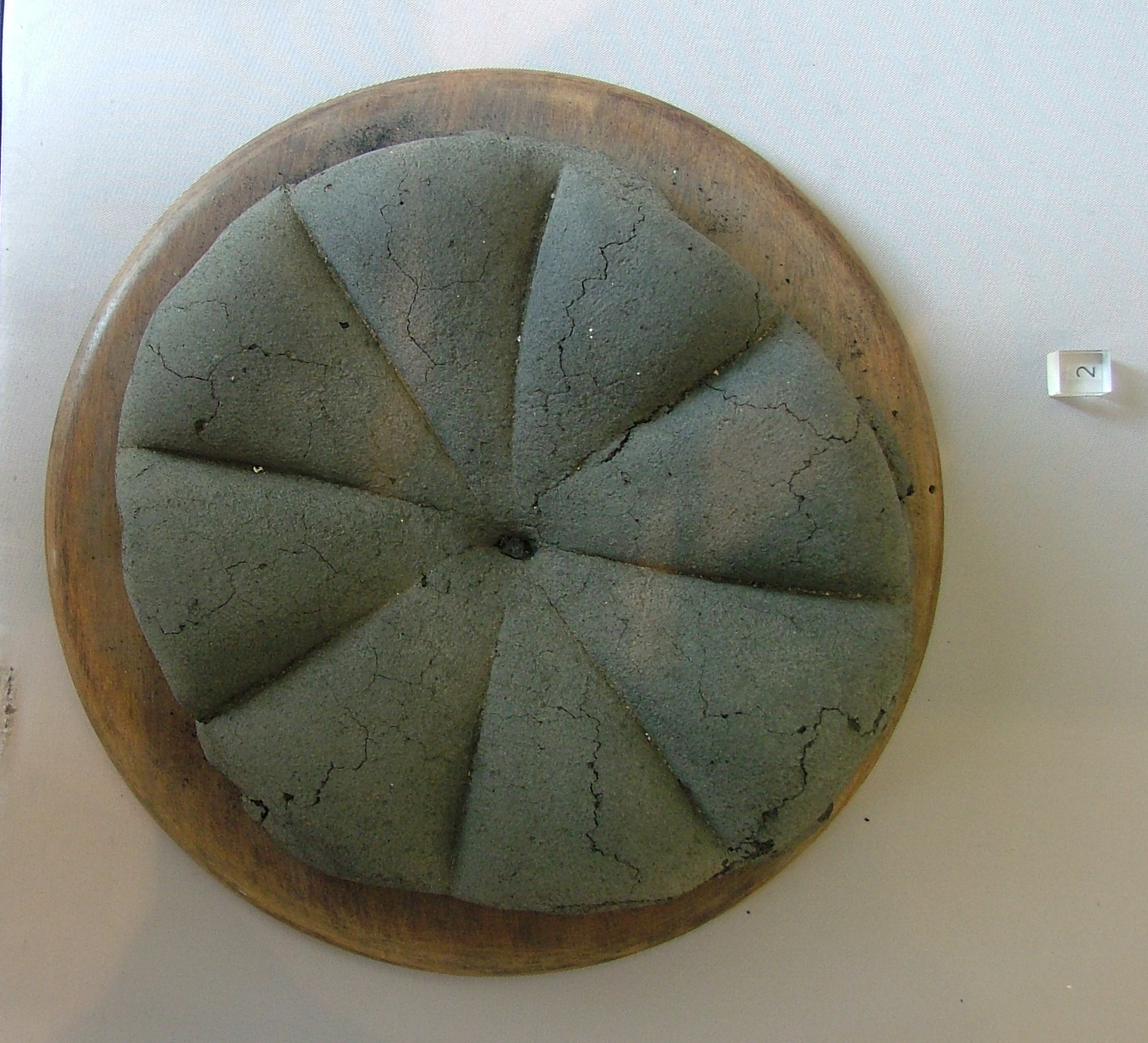
Pagnotta carbonizzata ritrovata a Pompei. Provenienza: Museo archeologico di Napoli.

Tra i riferimenti diretti alla tradizione culinaria del periodo greco-romano si trovano tracce di vari piatti di fattura greca che raffigurano pesci e molluschi, segno del consumo di piatti di mare in quell'epoca. In diversi affreschi pompeiani sono rappresentati cesti di frutta (fichi, melograni), mentre nella villa di Poppea ad Oplontis è dipinto un dolce, di cui non è dato conoscere gli ingredienti.
Il prodotto ancora in uso più vicino al garum romano è la colatura d'alici tipica di Cetara, ed è forse una reminiscenza del gusto agrodolce tipico della cucina di Apicio e degli antichi romani l'uso di condire diversi piatti salati con l'uva passa, come nella pizza di scarole, o le braciole al ragù. Dal latino ex Apicio potrebbe provenire il termine scapece, un modo tipico di preparare le zucchine con aceto e menta.
Anche l'impiego del grano nella pastiera, dolce tipico di Pasqua, potrebbe avere un valore simbolico legato ai culti di Cerere ed ai riti pagani di fertilità celebrati nel periodo dell'equinozio di primavera. Il vocabolo greco στρόγγυλος, stróngylos, che significa "di forma tondeggiante" potrebbe aver dato l'origine al nome degli struffoli natalizi.
Ed il nome della pizza, infine, deriva probabilmente da pinsa, participio passato del verbo latino pinsere, che vuol dire schiacciare.
Lucullo possedeva una villa a Napoli, tra il monte Echia, oggi Pizzofalcone, e l'isolotto di Megaride, dove oggi si trova il Castel dell'Ovo. La villa era circondata dal mare e, nelle sue adiacenze, Lucullo vi aveva fatto costruire vasche per l'allevamento di pesci: in particolare di murene, che costituivano uno degli ingredienti utilizzati per i banchetti organizzati dal padrone di casa, che resero la villa celebre. Da questi banchetti ebbe origine l'aggettivo luculliano, per indicare una cena molto abbondante e deliziosa.

### Il Medioevo
A Napoli, all'inizio del Trecento, fu scritto in lingua latina da un cortigiano di re Carlo II d'Angiò il più antico ricettario di cucina conosciuto, il Liber de coquina. Il libro riporta ricette provenienti da diverse corti, principalmente di influenza francese e napoletana, ma comprendente influssi arabi, spagnoli e di altre regioni italiane. Nel testo una sezione è dedicata ai legumi:
(anonimo del XIV secolo, liber de coquina)

### Il Cinquecento
Uno dei primi autori a trattare ricette di origine napoletana figura essere Cristoforo di Messisbugo, attivo presso la corte degli Estensi, e fatto Conte Palatino da re Carlo V nel 1533, che riporta:
(Cristoforo di Messisbugo, Banchetti composizioni di vivande e apparecchio generale.)
Più avanti, sempre nel Cinquecento, Bartolomeo Scappi, cuoco pontificio, fa altri riferimenti alla cucina napoletana. Tra questi la ricetta «Per fare torta reale di piccioni, da' Napoletani detta pizza di bocca di dama» oppure «Per fare torta con diverse materie, da' napoletani detta pizza». Allora, il termine "pizza" veniva utilizzato diversamente rispetto ad oggi. Scrive infatti lo Scappi:
(Bartolomeo Scappi, Opera.)
La cucina napoletana di fine Cinquecento è documentata dal Ritratto di Napoli di Giovanni Battista del Tufo, del 1588.
Si registra frequentemente l'uso di frutta e verdura, particolarmente dei broccoli, conditi con sarde, soffritto d'aglio, e succo di limone.
Anche il pesce veniva utilizzato frequentemente, e la carne era preparata prevalentemente con ingredienti agrodolci, quali prugne, aglio, uva passa e pinoli, mandorle e cannella.
Era diffuso l'uso di latticini, paste di varia fattura e molti dei vini prodotti ancora oggi, quali l'aglianico, il fiano, l'asprinio.

### Il Seicento

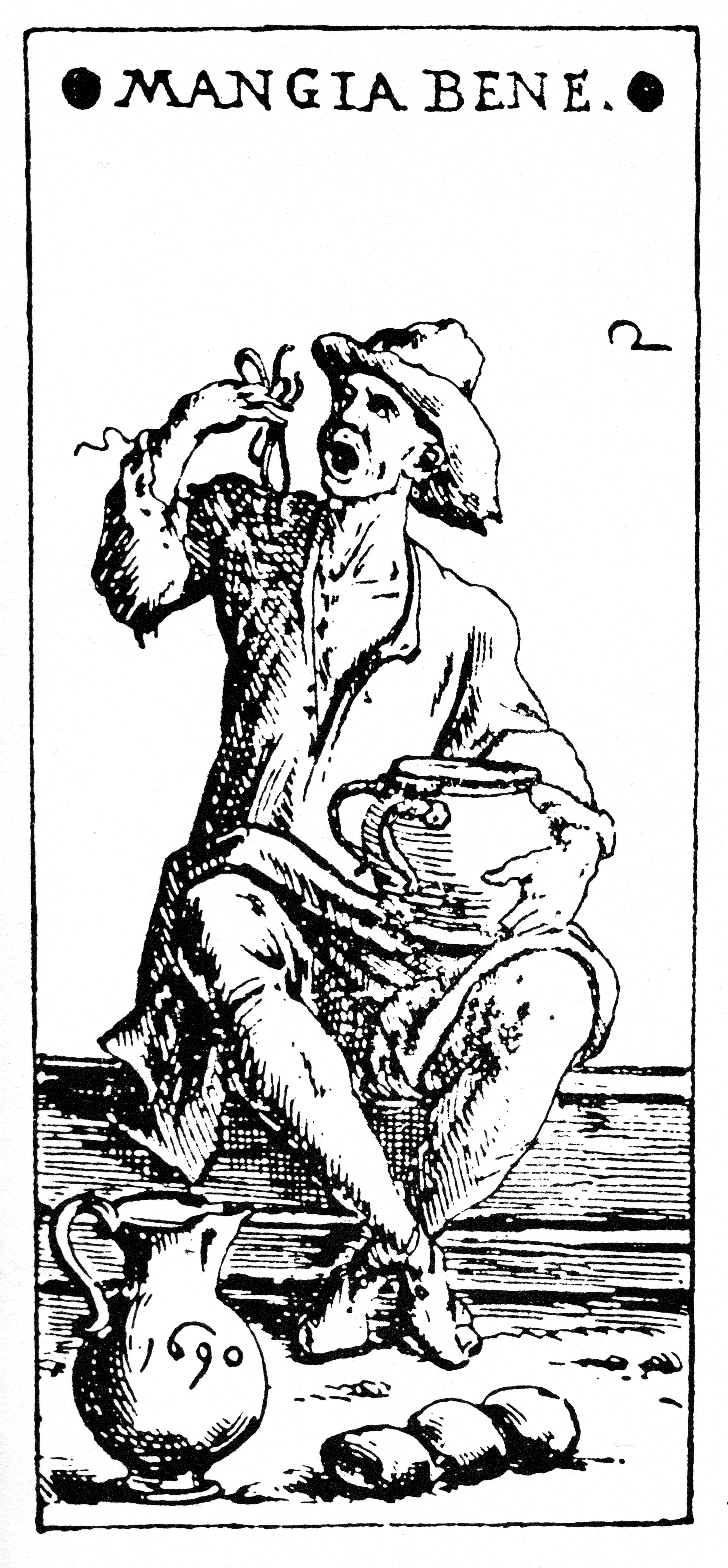
Lazzaro napoletano che mangia maccheroni.
Incisione datata 1690, una delle prime rappresentazioni di questo soggetto, accompagnata dalla scritta "Mangia bene".

Nel Seicento la fame affligge la plebe, e l'albero della cuccagna, con premi in pane, formaggio, salumi e carne diventa l'evento più importante delle feste che la nobiltà concede al popolo povero: festa farina e forca erano gli elementi principali su cui si fondava il governo dell'epoca.
Tra il Cinquecento ed il Seicento i gusti culinari cambiano con il diffondersi dei prodotti importati dalle Americhe: pomodoro, patate, peperoni, cacao, il tacchino; dunque, col passare del tempo, si perde il gusto per le pietanze agrodolci.
L'espansione demografica della città rende più pratico l'approvvigionamento di ingredienti che possono essere conservarti a lungo, come la pasta, rispetto al tradizionale consumo di verdure in foglia. In questo periodo i Napoletani vengono chiamati, nella discussione informale, "Mangiamaccheroni".
La pasta viene lavorata in diverse trafilature che danno origine ai formati più popolari, come i vermicelli, i perciatelli, i pàccari, gli ziti.
Al termine del secolo, Antonio Latini presenta esempi di cucina napoletana, come la minestra di foglia alla napoletana:
(Antonio Latini, Lo scalco alla moderna)

### Il Settecento
Nel Settecento accresce l'influsso della cultura francese in tutt'Europa, anche nelle tendenze culinarie.
Alla corte dei Borbone arrivano i monzù (napoletanizzazione di monsieurs).
Si registra l'uso di termini francesi per riferirsi alle pietanze tipiche Napoletane, quali il ragù (da ragout), il gattò (da gateau) e i crocchè (da croquettes).
Uno dei più celebri cuochi che si distinsero tra il Settecento e l'Ottocento nelle corti nobiliari di Napoli fu Vincenzo Corrado, al quale si deve la preparazione di timballi e di altre ricette elaborate, preparazioni di carne di cacciagione e descrizioni di sontuosi banchetti.
Vincenzo Corrado scrive l'opera Il cuoco galante nel 1773,nel quale è presente l'influenza del gusto francese nella cucina partenopea. La presentazione estetica, oltre al gusto, acquista rilevanza in cucina; l'autore dedica grande spazio alle decorazioni e al modo di imbandire le tavole dei banchetti.
Nell'opera si registra la presenza di sorbetti, in vari gusti, ed il caffè, che veniva bollito in apposite caffettiere.

### L'Ottocento
Sartù di riso

Prendi un rotolo e mezzo di riso ma che sia di quello forte lo lesserai nel brodo chiaro ed in mancanza anche nell'acqua sia pure per economia perché vale lo stesso. Quando il riso sarà cotto ma non scotto ci porrai un terzo ossia once undici di panneggiano o caciocavallo ed un pane di butiro (purché non l'avrai cotto nel brodo), ci farai un battuto di dodici ovi e mescolerai tutto ben bene: indi farai raffreddare questa composizione e poscia prenderai la casseruola proporzionata per formare il sartù facendoci una inverniciata di strutto con una uguale impellicciata di pan gratto, poscia ci porrai la mett del riso già intiepidito e con una mescola leggiermente lo adatterai facendoci un concavo nel mezzo ove porrai il solito raguncino che più volte ti ho detto per i timpani: Al di sopra ci porrai l'altra mettà del riso e con le mani l'accomoderai in modo che vada tutto bene incassato, facendoci al di sopra una ingranita di pan gratto con de' pezzettini di strutto. Gli darai la cottura come al timpano con la pasta facendoci anche un buco in mezzo come a quello versandoci uno o due coppini di sugo.
Da: Cavalcanti, Ippolito, II ed., pag. 55.

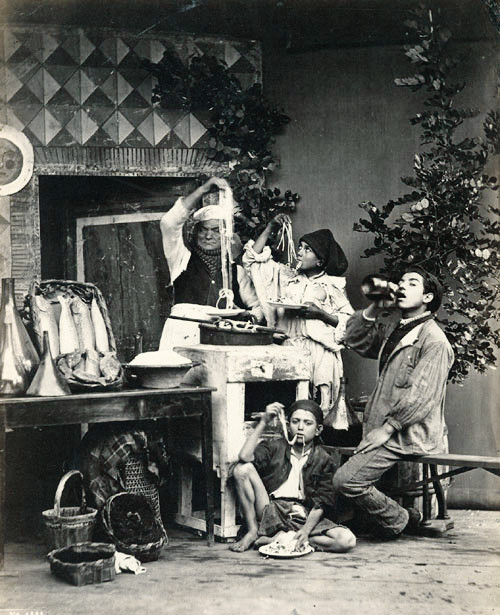
Giorgio Sommer (1834-1914): Mangiatori di spaghetti, precedente al 1886. Foto numerata n.1444.

La borghesia diventa più influente e contribuisce nell'unione dei modi della cucina popolare con quella di carattere nobile.
Divengono celebri personaggi tipici dell'iconografia napoletana, quali il maccaronaro, il sorbettaro, il franfelliccaro, l'acquaiolo, il mellonaro e l'ostricaro.
Nel 1833 Ferdinando II di Borbone inaugura il primo pastificio di carattere industriale, e la produzione della pasta diventa importante nelle località di Portici, Torre del Greco, Torre Annunziata e Gragnano, zone dove il clima favorisce l'essiccazione naturale della pasta.
In alcuni scritti, come Cucina teorico-pratica di Ippolito Cavalcanti, vengono riportate alcune delle pietanze più riconosciute della cucina Napoletana, qui compare per la prima volta la ricetta del tradizionale ragù napoletano.
Matilde Serao fornisce le prime informazioni sulle ricette della classe napoletana più povera. Nel suo Il ventre di Napoli descrive alcune ricette popolari, tra le quali la zuppa di meruzze e la zuppa di freselle con il brodo di polpo.

### Il Novecento
Il Novecento, caratterizzato delle due guerre mondiali, segna profondamente la vita civile napoletana, con inevitabili ripercussioni anche nella tradizione culinaria. La fame del periodo della guerra rende necessario, ai più poveri, l'uso di ingredienti di scarto, quali baccelli vuoti di fave e piselli.
Dopo il boom economico della seconda metà del secolo, lo sviluppo delle comunicazioni apre un periodo di globalizzazione, che favorisce la divulgazione della dieta mediterranea, di cui la cucina napoletana tradizionale, può essere considerata un esempio.

### Il Duemila
Nel nuovo millennio la cucina napoletana, pur mantenendo la propria identità, risente anche della contaminazione di varie culture intercontinentali.

## Ingredienti principali

### Pasta

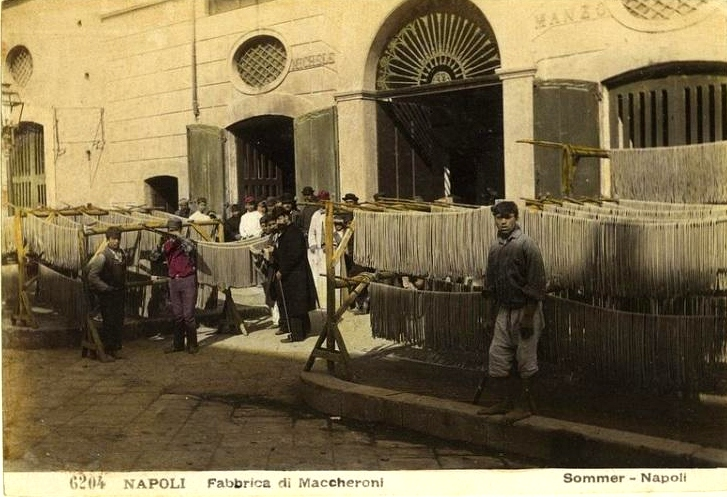
Giorgio Sommer (1834-1914), "Napoli - Fabbrica di maccheroni". Fotografia colorita a mano. Numero di catalogo: 6204.

Tra le varietà di pasta campana, nella cucina napoletana è comune l'uso di pasta di semola di grano duro, tipica dei pastifici della regione, rispetto alle paste fatte in casa, che sono molto più diffuse nell'entroterra campano così come in altre regioni d'Italia. La produzione su larga scala della pasta nel napoletano risale almeno al XVI secolo, quando a Gragnano si trovavano le condizioni ideali per essiccarla e conservarla. A Napoli sono considerati molto importanti anche i tempi di cottura della pasta, che deve essere ben "al dente", in particolare se deve essere successivamente mantecata in padella.
Tra le varietà più diffuse vi sono, oltre a quelle più classiche, come spaghetti, linguine e bucatini, anche i formati tipici locali, come i paccheri e gli ziti, che tradizionalmente vengono spezzati a mano, prima di essere cotti e conditi con il ragù. Per la preparazione di pasta con i legumi viene usata anche la pasta mista (pasta ammescata), una volta venduta a prezzo più basso perché risultante dai rimasugli spezzati degli altri formati, ma oggi venduta come un formato a sé stante.
Tipici della cucina napoletano sono gli gnocchi, preparati con farina e patate. Vi sono anche formati meno tradizionali, ma oggi molto diffusi, tra i quali gli scialatielli.

### Pomodoro

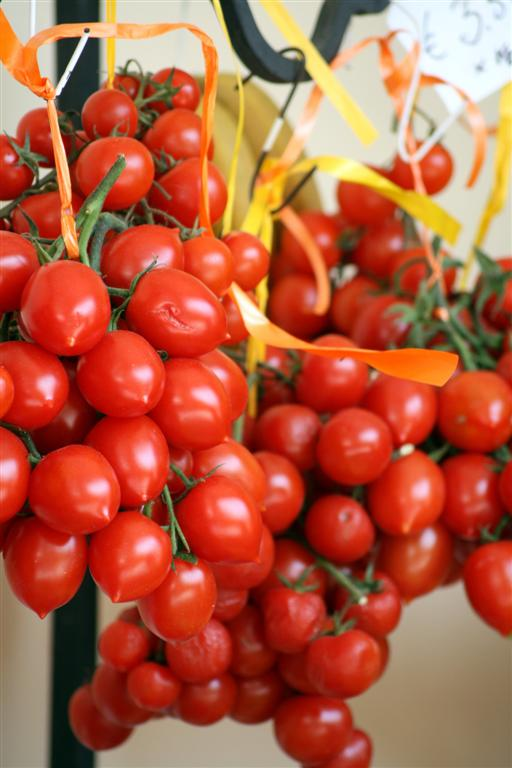
Il Pomodorino vesuviano

Il pomodoro, originario dell'America, fu importato in Europa dagli spagnoli nel XVI secolo, ma venne ignorato dal punto di vista alimentare per circa due secoli. Solo tra la fine del XVIII secolo e l'inizio del XIX secolo la salsa di pomodoro divenne comune a molte ricette e la sua coltivazione si diffuse fino a diventare una delle più importanti della Campania. Tra le varietà più famose a Napoli vi è il pomodoro Sammarzano, quasi estinto alla fine del XX secolo e recentemente recuperato alle coltivazioni, ed il pomodorino vesuviano che si conserva a lungo raccolto a grappolo da appendere fuori dal balcone ('o piennolo).
A Napoli è fiorente un’industria conserviera per la produzione dei "pelati" locali e del "concentrato" di pomodoro, prodotti esportati in tutto il mondo.
Nella tradizione napoletana di riscontrano poi diversi metodi casalinghi di conservazione del pomodoro tra cui "i pomodori in bottiglia", fatti a pezzi oppure passati per essere sempre pronti agli usi più vari, e la "conserva" in cui il pomodoro viene stracotto e concentrato fino a diventare una crema scura e vellutata.

### Verdure e ortaggi

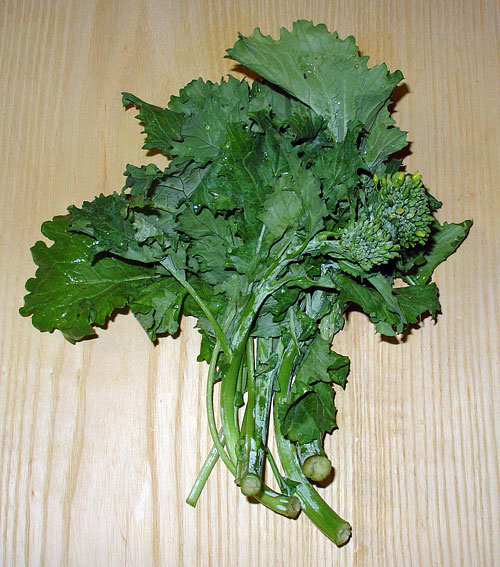
Un fascio di friarielli, tipica verdura napoletana.

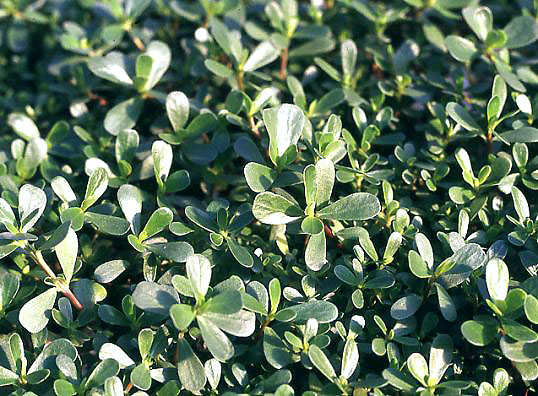
La pucchiacchella, pianta spontanea, una volta venduta come insalata insieme alla rucola da ortolani ambulanti.

Tra i piatti a base di ortaggi dell'agro campano, di rilievo sono la parmigiana di melanzane e i peperoni ripieni. Tra i prodotti più tipici vanno ricordati i friarielli, la scarola liscia o riccia, diverse varietà di broccoli, la verza, le verdure da minestra, e le puntarelle. Diffusissimi sono tutti i tipi di legumi.
Le zucchine sono ampiamente utilizzate; le più grandi sono abitualmente preparate a scapece, fritte e condite con l'aceto e la menta. I fiori maschili delle zucchine vengono perlopiù fritti in pastella: sono considerati ottimi succedanei dei sciurilli, che sono i fiori di zucca. I germogli raccolti dalle piante di zucchine in tarda estate, dopo la fase di produzione, vengono chiamati talli e costituiscono l’ingrediente principale per zuppe; in alternativa vengono soffritti in padella. Tra le cucurbitacee ha diffusione locale la zucchetta di pergola o zucchetta del prete, dal gusto delicato, utilizzata come condimento per la pasta o per la zuppa con pomodorini.
Oltre ai normali peperoni di grosse dimensioni, rossi e gialli, tipici sono i peperoncini verdi dolci, che si preparano fritti. I carciofi più pregiati sono le cosiddette mammarelle: grandi, tondeggianti e con le estremità delle foglie violacee. Sono considerate ideali per essere gustate lesse con un pinzimonio di olio extravergine di oliva e sale.
L'insalata accompagna molti piatti, specialmente quelli a base di pesce. Più spesso della lattuga viene impiegata l'incappucciata (simile a quella che viene comunemente chiamata iceberg), più croccante, che viene mescolata anche a carote, finocchio, rucola; un tempo veniva raccolta spontanea nelle campagne e venduta dagli ambulanti insieme alla meno nobile pucchiacchella. I ravanelli lunghi e piccanti tipici della tradizione sono oggi divenuti rari e quasi completamente sostituiti dal tipo tondo e più dolce. L'insalata di pomodori è tipica del periodo estivo; un accorgimento particolare tipico della cucina locale per quest'insalata, che viene condita con cipolla, basilico e/o origano e olio d'oliva, è quello di aggiungere dell'acqua, che aiuta la macerazione e la formazione di un sugo nel quale intingere il pane.
Le olive nere usate nella cucina napoletana sono quelle di Gaeta, città a Nord di Napoli, una volta parte del Regno delle due Sicilie.

### Formaggi e latticini
(Enzo Turco in una scenetta con Totò nel film Miseria e nobiltà)

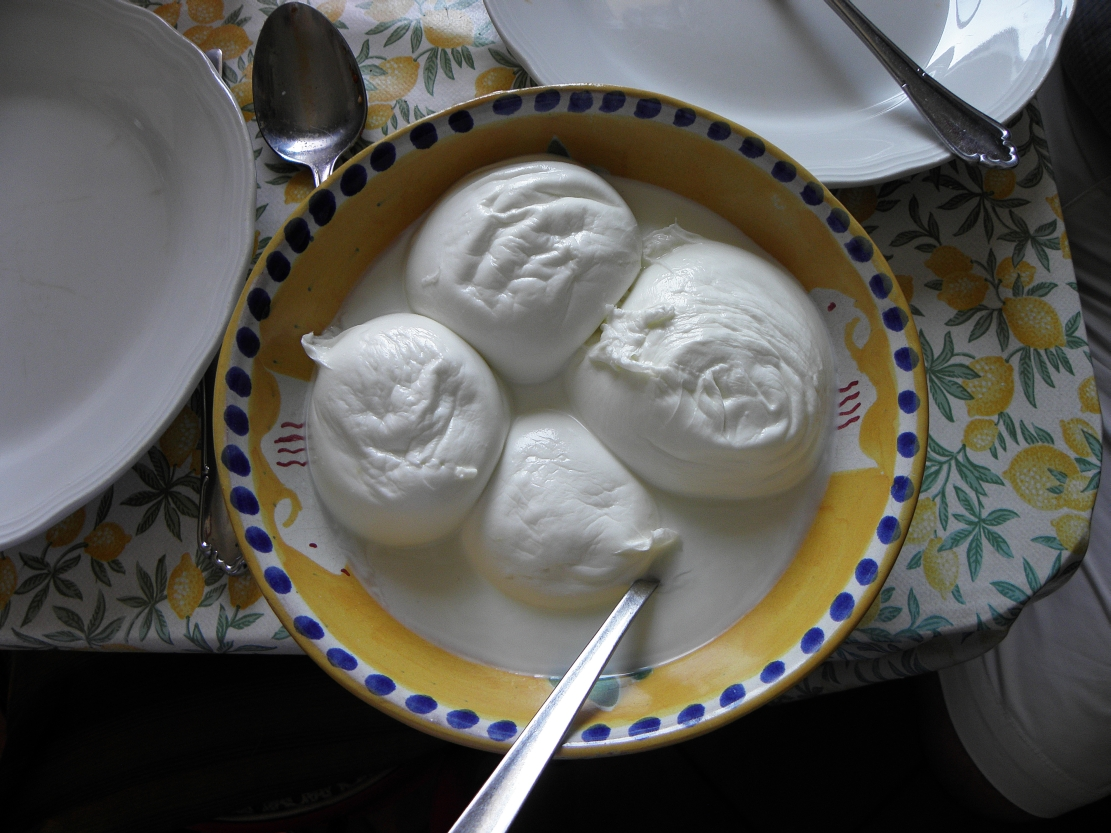
La mozzarella di bufala campana è il latticino più tipico della Campania.

Presenza importante nella cucina napoletana e campana sono i latticini, la cui storia è documentata da tempi antichissimi. Rilevanti sono le produzioni di latticini in pasta filata, come fiordilatte, provola e mozzarella. La mozzarella di bufala, in particolare, viene citata per la prima volta con il nome mozzarella nel 1570 da Bartolomeo Scappi ma ha origini sicuramente più antiche, e nel 1481 appare con il nome di mozza, dal verbo mozzare, gesto col quale, a mano, si suddivide la pasta filata in singole mozzarelle. Analogamente, dalla prova, di analogo significato, prende il nome la provola.
In ordine di stagionatura, sono riportati sotto alcuni tra i formaggi e latticini usati più comunemente nella cucina napoletana e campana:
- La ricotta di fuscella, freschissima e leggera, venduta originariamente in cestini vegetali
- La ricotta fresca, che viene consumata sia da sola che come condimento (ad esempio, sulla pasta al ragù)
- La ricotta salata, più stagionata, tipica del periodo di Pasqua
- La caciottella fresca della penisola sorrentina, dal sapore molto delicato
- La mozzarella di bufala campana, la cui produzione è concentrata soprattutto nella zona dell'aversano[31] e nella piana del Sele
- I bocconcini alla panna di bufala, o burrielli, mozzarelline conservate in anfore di terracotta e immerse nella panna o nel latte
- Le scamorze, bianche o affumicate
- Il fiordilatte, preparato con latte vaccino, di cui produzione più nota è nella località di Agerola[32]
- La provola affumicata, un fiordilatte aromatizzato al fumo di paglia umida, colorata esternamente marrone, ed internamente giallognola, dal gusto intenso
- Il burrini di Sorrento, piccoli provoloncini dal cuore di burro
- I bebè, i provoloni[33] e i caciocavalli[34][35] di varia stagionatura.

### Pesce e frutti di mare

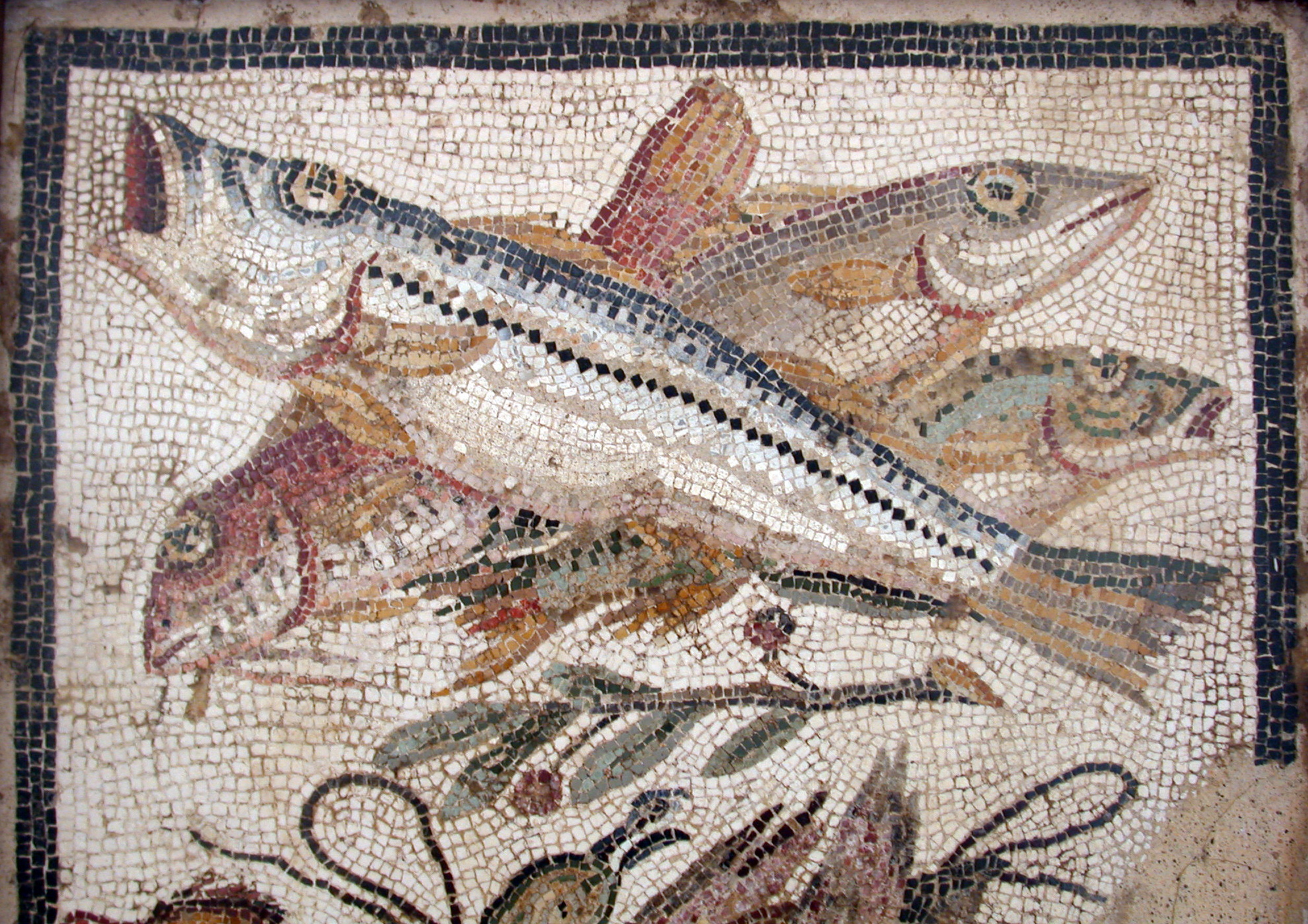
Pesci appena pescati raffigurati in un mosaico di Pompei. Provenienza: Museo archeologico di Napoli.

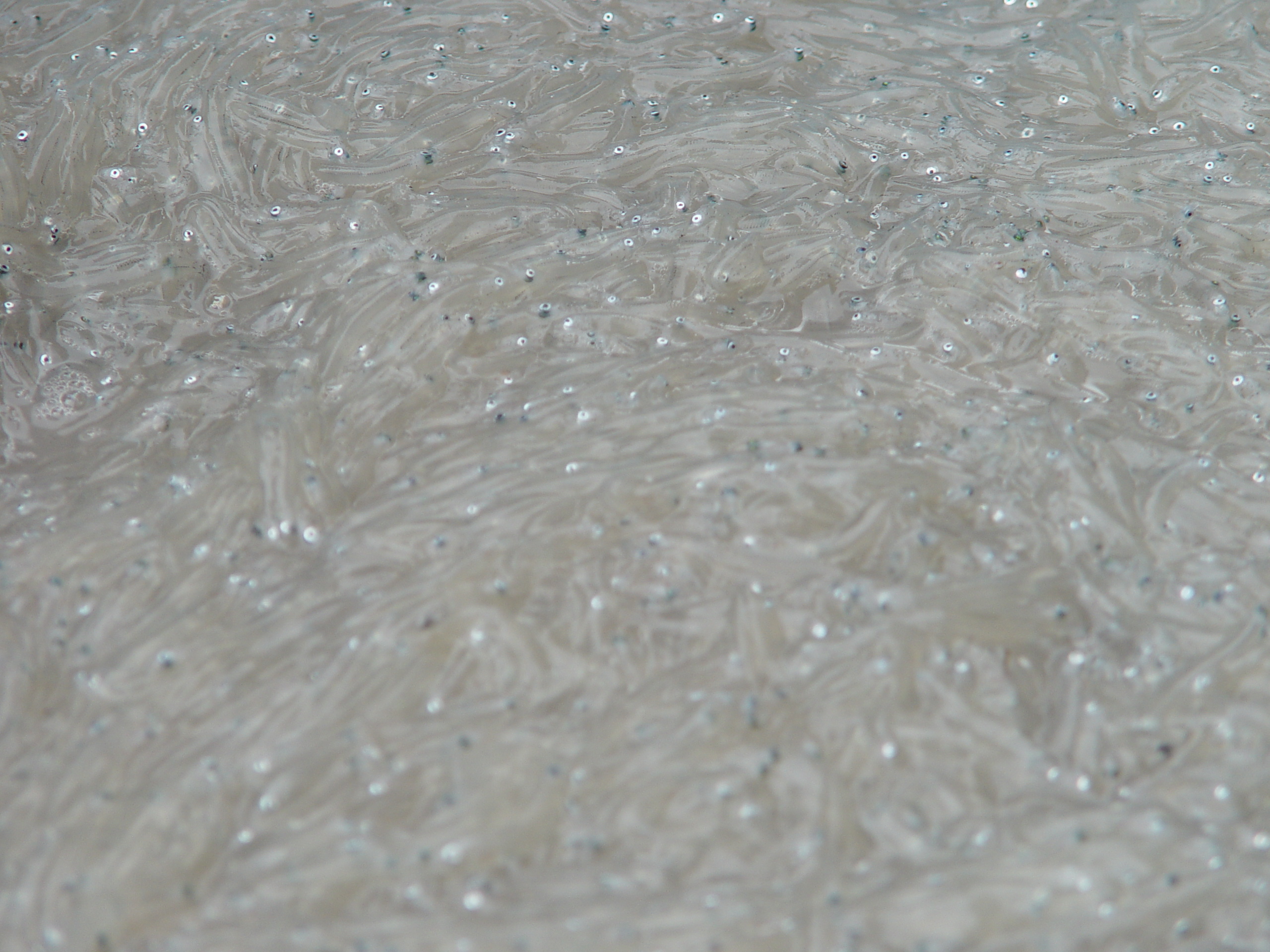
I cicenielli sono una delle prelibatezze di mare della cucina napoletana.

Tutto il pesce del Tirreno è abbondantemente presente nella cucina napoletana. Molto utilizzati sono anche i pesci meno pregiati e più economici, tra i quali soprattutto le alici ed il pesce azzurro in generale. Ampiamente utilizzato è il pesce per la zuppa: scorfani, tracine, cuocci, così come pesci di media e grande taglia, tra i quali spigole e orate, provenienti prevalentemente da itticoltura, o come dentici, saraghi e pezzogne. Tra i pesci di piccolissimo taglio sono usati:
- I cicenielli, novellame di pesce azzurro, piccolissimi e trasparenti, cotti lessi o fritti con la pastella.
- I fravagli, lunghi pochi centimetri, principalmente di triglia o retunni, da passare nella farina e friggere rapidamente.[37]

A seguito del progressivo depauperamento delle riserve ittiche del mediterraneo, e delle conseguenti limitazioni sulla pesca del novellame, questi ultimi non sono più commercializzabili, mentre sono ancora venduti, nei limiti delle regolamentazioni imposte alla pesca, i cicenielli.
Il baccalà, seppur importato dai mari del nord Europa, fa parte della tradizione e viene preparato fritto o in umido con patate e pomodoro.
Sono poi ampiamente utilizzati i cefalopodi (polpi, seppie, calamari) e i crostacei. I frutti di mare, quali cozze, cannolicchi, taratufi, fasolari, telline, sconcigli e maruzzielli, sono talvolta consumati anche crudi. La vongola verace (Venerupis decussata), da non confondersi con la vongola filippina, è presente nella cucina tipica, così come il lupino.
Il consumo di datteri di mare, la cui pesca rappresenta seri rischi di danneggiamento delle costiere calcaree, prevalentemente situate della penisola sorrentina, è invece vietato dal 1998.

### Carni
La carne non è particolarmente presente nella cucina napoletana, trattandosi di una materia prima che scarseggia nella tradizione del territorio. Non troviamo ricette tipiche a base di tagli nobili come filetti e costate ma più diffuso è l’utilizzo di parti povere del maiale tra cui le tracchie, ossia le costine, per la cui alta percentuale di grasso, vengono cotte nel tradizionale ragù. Le salsicce a Napoli sono preparate con la carne tagliata grossolanamente (a ponta 'e curtiello). Una variante è costituita dalle cervellatine, più sottili delle regolari salsicce.
Sono diffuse anche interiora e frattaglie varie: i fegatini di maiale, avvolti dalla tipica rete di grasso e foglia d'alloro; la trippa; i tipici 'O pere e 'o musso; la piccante zuppa di soffritto, utilizzata per condire la pasta o come sugo sulle freselle.
Tra i derivati del maiale, i cicoli, prodotti dalla pressatura dei tessuti più grassi, dai quali viene estratta la sugna, ingrediente molto usato in passato come alternativa all'olio di oliva, un tempo molto più costoso (veniva acquistato, nella tradizione, in misurini da un decilitro).

### Salumi
Tra i salumi tipici della cucina di Napoli, il più conosciuto è il salame napoletano, in cui la carne ed il grasso sono tagliati a pezzi piuttosto grandi. Sono diffusi il capocollo, di consumo tipicamente pasquale, e i cicoli, sia nella versione secca che in quella morbida, utilizzati come companatico. È tipico il panino napoletano con l'abbinamento di cicoli, ricotta e pepe.

### Pane
Scomparso oramai il pane "marsigliese", un pane delicato fatto con lievito di birra e di forma particolare (due panetti attaccati), il pane più utilizzato è il "pane cafone", cresciuto a lievitazione naturale, cotto in forno a legna in diverse forme. Sono anche diffusi gli sfilatini, rimembranze delle baguette francesi, ma più corti e dalla sezione un po' più larga, le rosette, piccoli panini tondi, e infine la fresella, ovvero un biscotto di pane tondo e sottile da condire con olio, olive, pomodori e altro.

## Primi piatti
La necessità di un'accurata preparazione del ragù è evidente dai seguenti versi di Eduardo, che definisce spregevolmente carne c' 'a pummarola (carne col pomodoro) la ricetta di una poco accorta sposa:
(Eduardo,  'O rraù.)
L’ampia varietà dei primi napoletani spazia dalle ricette semplici come pasta al pomodoro e basilico o aglio e uoglio (aglio e olio) a preparazioni elaborate, tra le quali il ragù che può richiedere, nella versione più tradizionale, cinque o sei ore di preparazione.
I primi piatti si rifanno a più tradizioni complementari che spesso si mescolano e influenzano a vicenda: quella di una cucina umile, basata principalmente su ingredienti della terra, una cucina popolare tradizionale, ricca di frutti di mare e pesce, alimenti dal costo contenuto, vista la pescosità del mare di Napoli, e, infine, una cucina legata alla parte più agiata della città, costituita da carne di ogni genere, uova e latticini, in preparazioni talvolta elaborate.

### Pasti poveri

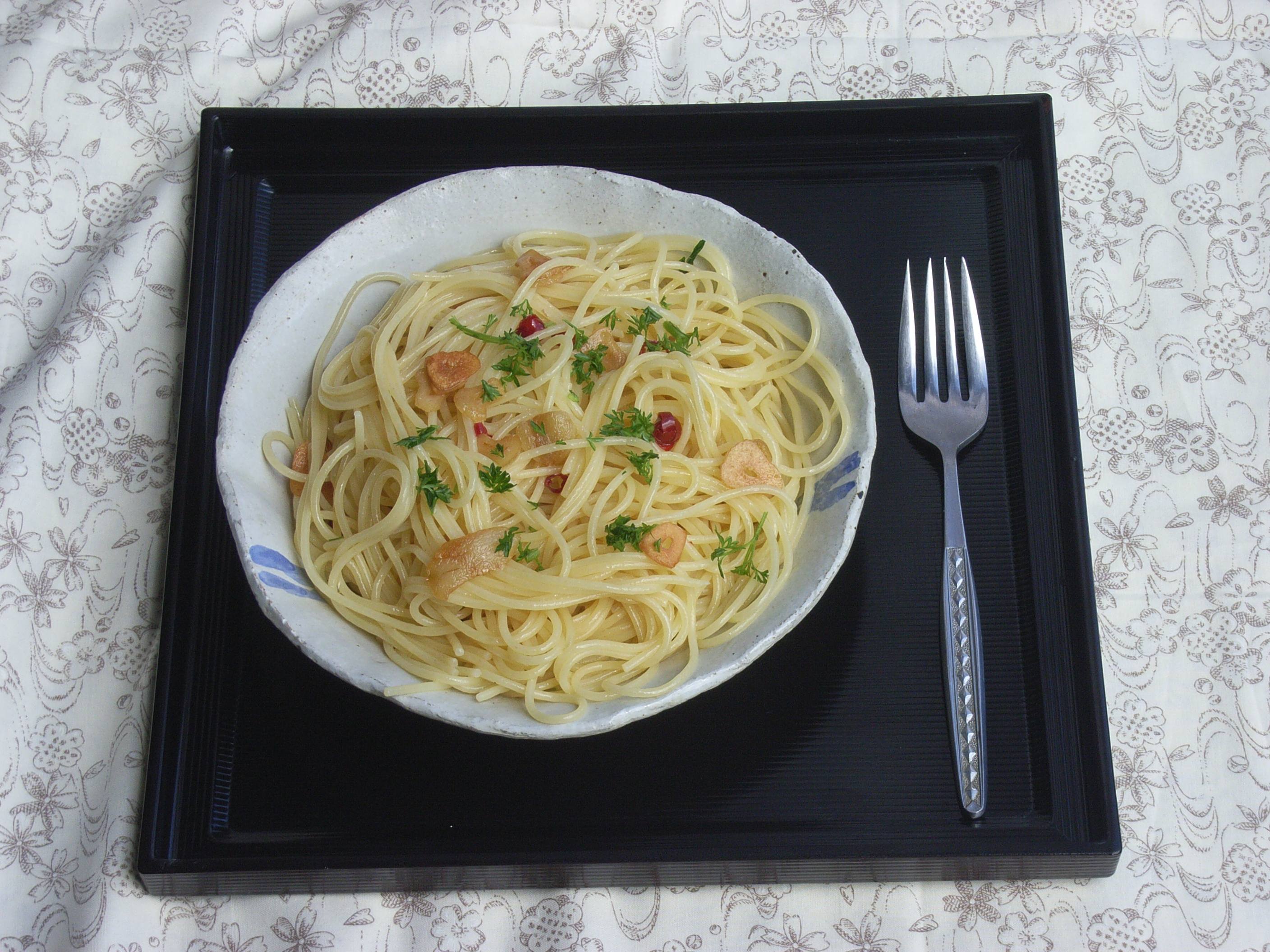
Gli spaghetti aglio, olio e peperoncino sono una delle più semplici ricette napoletane.

Tra gli alimenti più poveri ci sono le freselle, ciambelle biscottate di pane duro, dalla facile conservazione, che, bagnate, sono la base della caponata, condite con pomodoro fresco, aglio, olio, origano e basilico, e, quando disponibili, anche acciughe, olive ed altri ingredienti. Altro piatto tipico sono gli spaghetti aglio e uoglio (aglio e olio) spesso conditi con peperoncino.
La cucina più povera abbina spesso la pasta con i legumi. Popolarissime sono: pasta e fagioli (pasta e fasule), conditi con le cotiche, pasta e ceci, pasta e lenticchie, e pasta e piselli. Ormai è rarissimo l'uso delle cicerchie. In maniera analoga ai legumi sono preparate pasta e patate (pasta e patane), pasta e cavolfiore, pasta e zucca. Il metodo di cottura della cucina più popolare consiste nel far cuocere prima i condimenti (ad esempio, soffriggere l'aglio nell'olio, quindi aggiungere i fagioli lessati, oppure soffriggere la cipolla ed il sedano ed aggiungere le patate tagliate a cubetti), quindi allungare con l'acqua, portare ad ebollizione, salare, ed aggiungere la pasta cruda. La pasta, cuocendo insieme ai condimenti, conserverà l'amido, che invece viene perso se la pasta viene cotta a parte e poi scolata. Questo procedimento rende il sugo della pasta più cremoso ("azzeccato"), ed è contrapposto ad una tradizione più "nobile" che preferisce preparare questi piatti in maniera più brodosa, aggiungendo alla fine la pasta cotta a parte.
Per un primo piatto povero ma più nutriente, la pasta può essere semplicemente condita con uovo alla stracciatella e formaggio, la cosiddetta pasta caso e ova.

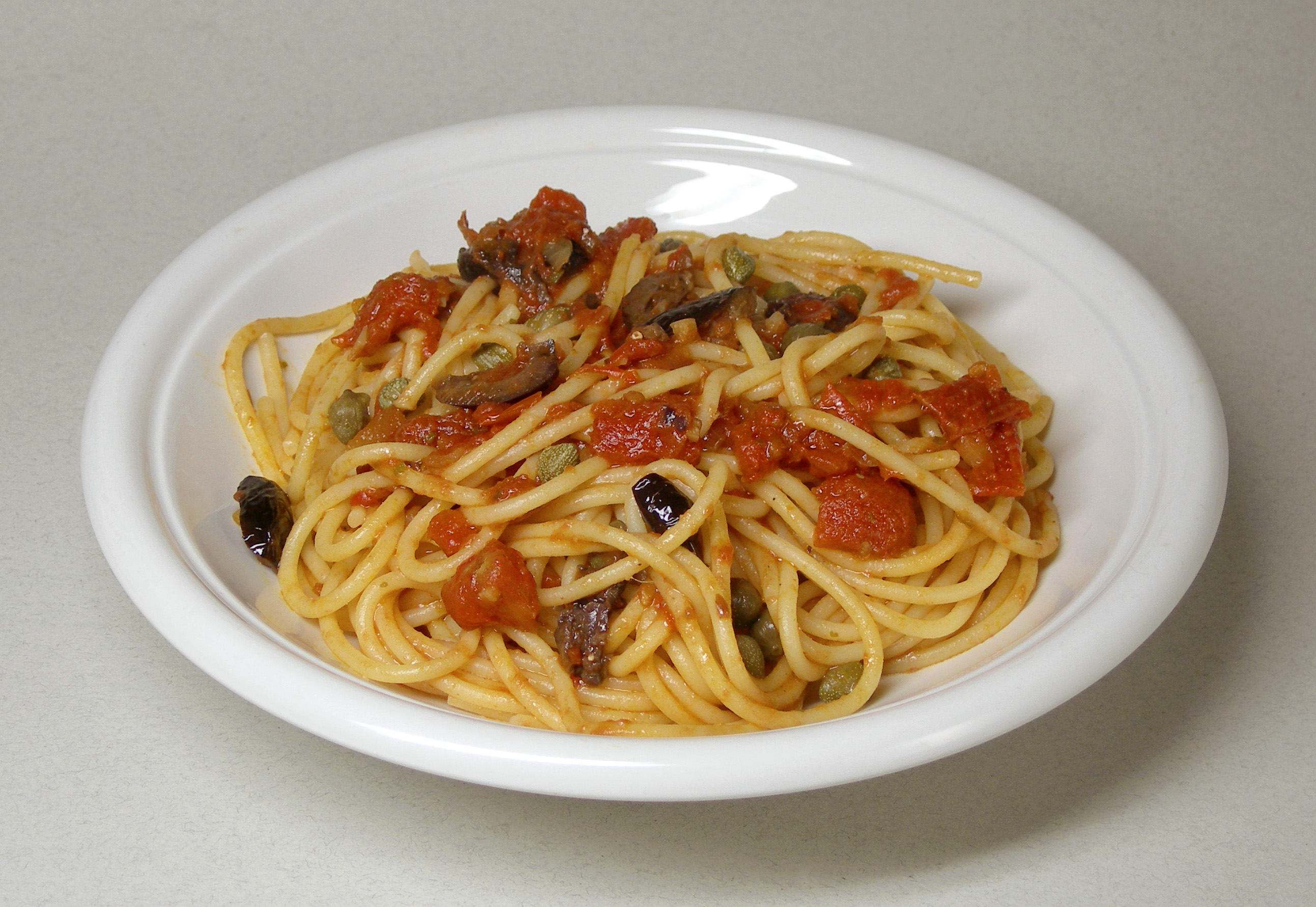
Un piatto di spaghetti alla puttanesca.

Gli spaghetti, conditi con sugo di pomodoro, olive di Gaeta e capperi prendono il nome di spaghetti alla puttanesca. Si citi anche la ricetta ideata per le tavole più povere, in assenza di costosi frutti di mare: gli spaghetti conditi con un sugo di pomodorini, o anche in bianco, con aglio, olio e prezzemolo vengono definiti spaghetti alle vongole fujute, dove le vongole sono presenti solo nella fantasia dei commensali.
Lo scarpariello è un altro sugo semplice con cui si condiscono i maccheroni; la sua base è di pomodoro e formaggio.

### Frittata di maccheroni
La frittata di maccheroni (frittata e maccarun) si può preparare anche con avanzi di pasta, sia in bianco che conditi col sugo di pomodoro. Si mescola la pasta cotta al dente con uovo battuto e formaggio. Può essere arricchita con svariati ingredienti. Alcune moderne riedizioni la vogliono farcita con ingredienti quali prosciutto cotto, mozzarella o provola fresca. Tradizionalmente cotta in padella, oggi viene cucinata anche al forno per renderla meno grassa. Se ben preparata, risulta compatta e può essere anche tagliata a fette per essere consumata, come da tradizione, durante gite fuori porta o in spiaggia.
Della frittata di maccheroni esiste anche una versione più piccola, chiamata appunto frittatina, prodotto tipico da rosticceria, preparata con besciamella, carne macinata, piselli e mozzarella e poi fritta in pastella.

### Primi piatti più ricchi

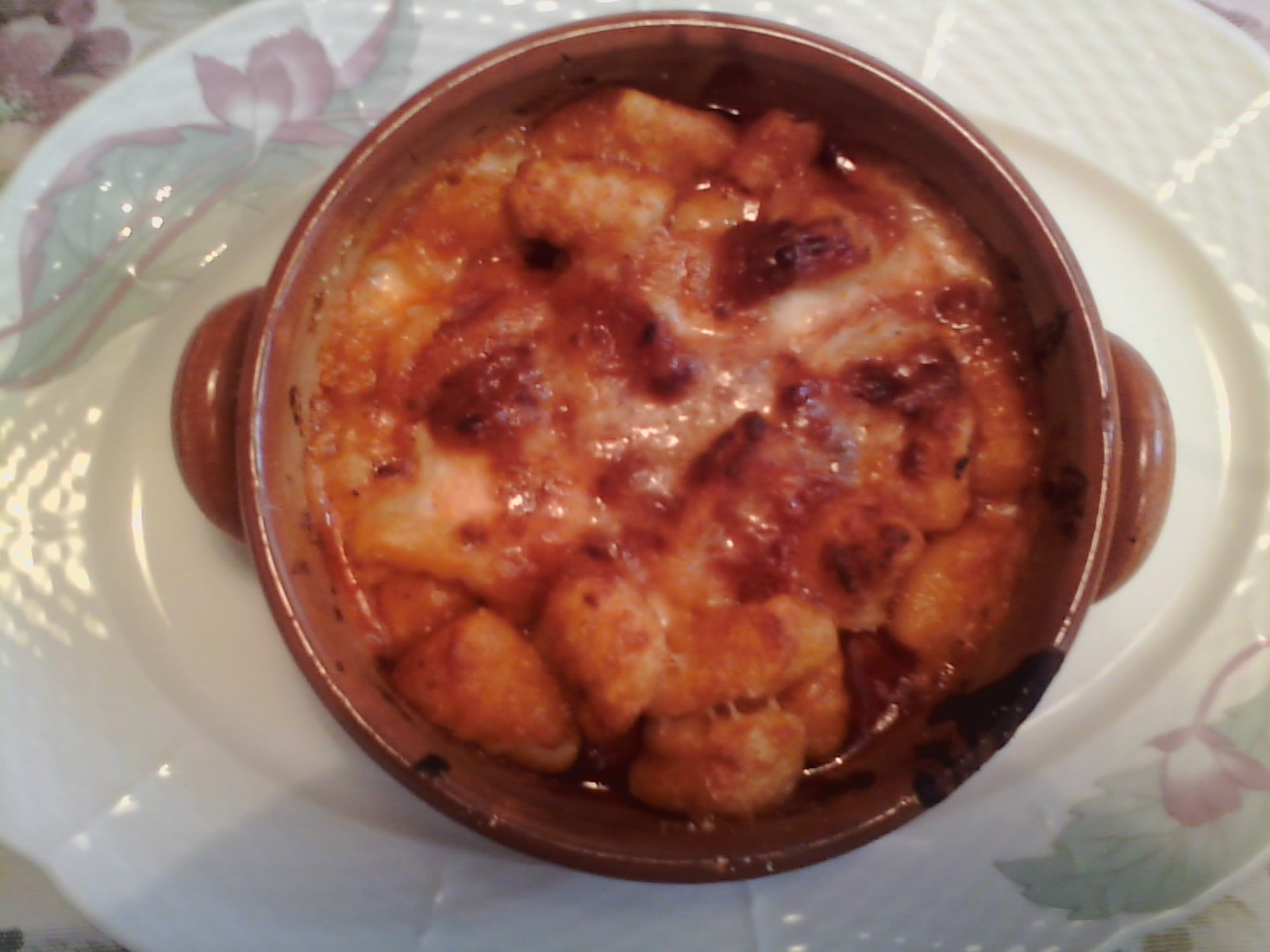
Gnocchi alla sorrentina

La cucina aristocratica usa la pasta per preparazioni elaborate, come timballi, meno utilizzati nella cucina di ogni giorno, più presenti nei pranzi importanti. Il sartù di riso è un timballo a base di riso ripieno di fegatini di pollo, salsicce, polpettine di carne, fiordilatte o provola, piselli, funghi, e condito con ragù, o, nella versione "in bianco", con besciamella. Altro retaggio della cucina di corte propinata dai monzù è la pasta al gratin, consistente in un timballo di maccheroni ricoperto di pan grattato e condito con besciamella, prosciutto, mozzarella ed altri ingredienti.
Tra i piatti "ricchi", ma più diffusi nel quotidiano, vi è la pasta condita con diversi sughi, come:
- La bolognese, così chiamata perché vagamente ispirata al ragù emiliano, è preparata con un trito di carota, sedano e cipolla, carne macinata e pomodoro;[51][52]
- La genovese, chiamata così pur non presentando riferimenti alla città di Genova,[53] è preparata con un sugo di carne a base di abbondante cipolla rosolata ed altri aromi.
- I maccheroni llardiati, con lardo e pecorino;
- la pasta patate e provola, talvolta anche con l'aggiunta di salsiccia.

Con il ragù sono tradizionalmente conditi gli ziti, lunghi maccheroni cavi, che vengono spezzati a mano prima della cottura. Il ragù viene anche usato, insieme al fiordilatte, per condire gli gnocchi alla sorrentina, che sono poi tradizionalmente ripassati a forno in un pignatiello, tipico pentolino monoporzione di terracotta.

### Primi piatti di pesce

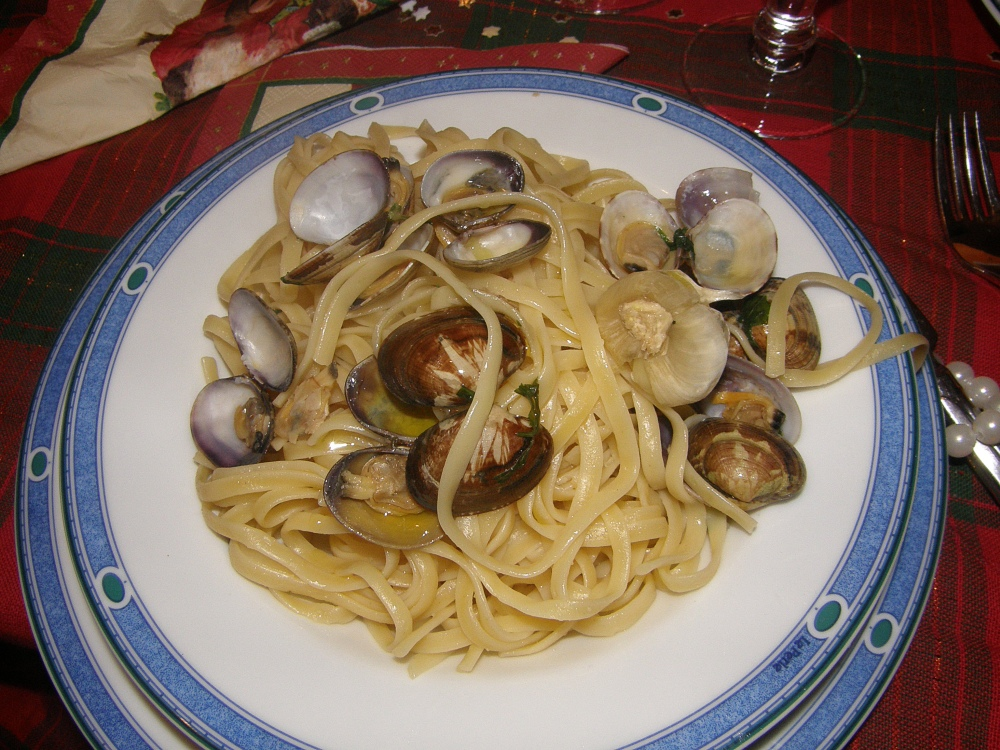
Gli spaghetti alle vongole sono il primo piatto di mare più popolare.

Spaghetti, linguine e paccheri sono i tipi di pasta più frequentemente abbinati a frutti di mare e pesce, piatti spesso al centro di pranzi importanti e cerimonie. I più tipici sono:
- Gli spaghetti alle vongole o ai frutti di mare (con vongole, cozze, fasolari, taratufi)[54]
- I paccheri con la zuppa di pesce, con scorfani, cuocci, tracine ed altre specie ittiche
- La pasta con i calamari (popolarmente calamarata) cotti con una spruzzata di vino bianco

Tra le tante varianti, tipici sono gli spaghetti con il sugo in bianco del merluzzo.
Anche la cucina povera a base di legumi è talvolta abbinata ai frutti di mare, come nel caso della pasta e fagioli con le cozze che presenta varianti, per esempio con zucchine e vongole (o cozze), che si discostano dalla tradizione.

## Piatti di riso

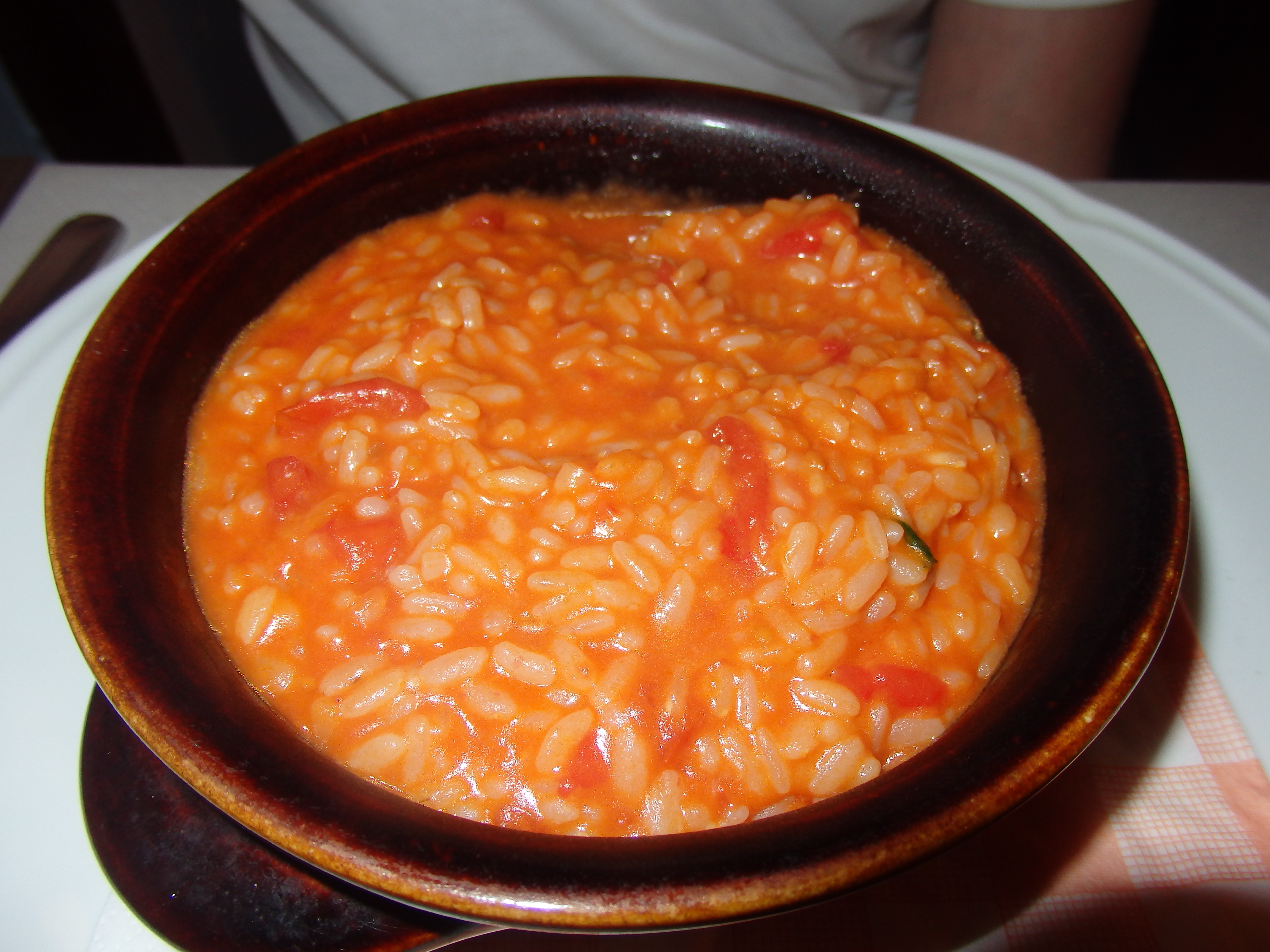
Risotto alla napoletana

Oltre al già citato sartù di riso, nella cucina più povera, viene preparato tipicamente il riso con la verza, che può essere insaporito da scorzette di formaggio parmigiano, che fondono durante la cottura, o con cotiche di maiale o salsiccia.
A base di pesce, invece è il risotto alla pescatora che si prepara con molluschi di vario tipo (vongole, lupini, polpi, seppie, calamari), gamberi, e con un brodo ottenuto da gusci e dalle scorze dei gamberi.
Sono diffusi anche a Napoli gli arancini, detti in napoletano palle 'e riso, più tipici della tradizione siciliana.

## Pizza napoletana
(Art. 6 del disciplinare per la definizione di standard internazionali per l'ottenimento del marchio "Pizza Napoletana STG")

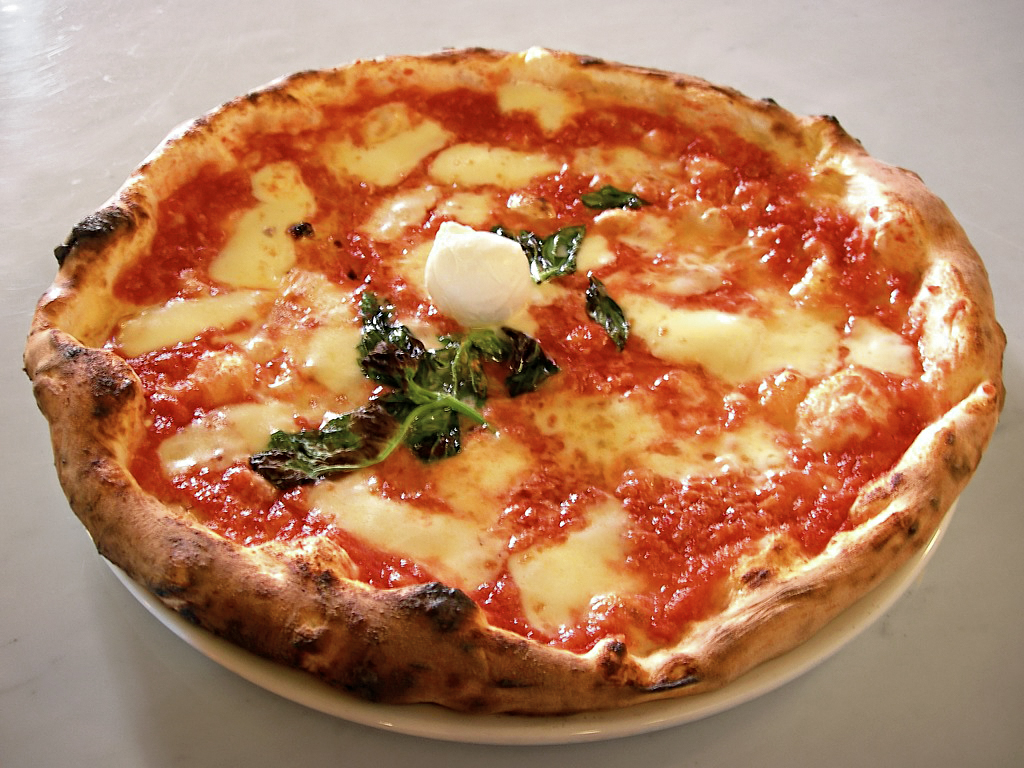
La pizza Margherita, così chiamata in onore della regina Margherita di Savoia nel 1889 dal pizzaiolo Raffaele Esposito.

La pizza è tra i prodotti della cucina italiana più celebri nel mondo; le sue radici sono antichissime, risalenti almeno all'epoca romana, quando erano diffuse diverse focacce di grano, citate in alcune opere di Virgilio. Il nome, infatti, probabilmente deriva dal latino pinsa, participio passato del verbo pinsere, che significa schiacciare. La pizza vera e propria, ricoperta di salsa di pomodoro, risale al XVIII secolo, e fu presto molto popolare sia presso i napoletani più poveri che presso i nobili, tra cui i Borbone. Il successo della pizza conquistò anche i sovrani piemontesi, tanto è vero che proprio alla regina Margherita di Savoia nel 1889 il pizzaiolo Raffaele Esposito dedicò la pizza Margherita che rappresentava il nuovo vessillo tricolore con il bianco della mozzarella, il rosso del pomodoro e il verde del basilico; tuttavia, questa ricetta era in realtà già preparata prima della dedica alla regina Savoia, nonostante sia credenza popolare diffusa che fosse stata inventata appositamente. Francesco De Bourcard già nel 1866 ci riporta la descrizione dei principali tipi di pizza, ossia quelli che oggi prendono nome di marinara, margherita e calzone:
(Francesco de Bourcard, Usi e costumi di Napoli, Vol. II, pag. 124)
La cottura della pizza tradizionale napoletana necessita di forno a legna che riesca a raggiungere temperature tra i 430 e i 485 °C.
A Napoli è costume diffuso acquistare la pizza e mangiarla per strada. Nel centro storico alcune pizzerie vendono, come da antica tradizione, la pizza a portafoglio o libretto, più piccola della pizza che si mangia a tavola, piegata in quattro insieme a un foglio di carta per alimenti, e venduta a prezzi molto contenuti. Questa tipologia di pizza, tipica dello Street Food napoletano, è stata resa celebre da Bill Clinton che, a Napoli per il meeting del G7 del 1994 gustò la pizza in questo modo presso una nota pizzeria in via dei Tribunali.
Con un impasto simile a quello della pizza, ma più leggero, si producono anche pastacresciute, tipiche delle friggitorie. Nelle pizzerie-friggitorie spesso si trovano anche le pizze fritte, ossia calzoni ripieni fritti in olio invece che cotti al forno.
Anche il panuozzo, una sorta di panino imbottito lungo e piatto cotto al forno con lo stesso impasto della pizza, è una pietanza napoletana molto diffusa.

## Secondi piatti di mare
Fra le ricette di pesce, primeggiano i polpi alla luciana, cosiddetti dal popolare borgo di Santa Lucia nel quale nacquero, cotti con peperoncino piccante e l'immancabile pomodoro. Il polpo si prepara anche semplicemente lesso, all'insalata, condito con olio, limone, prezzemolo, ed olive verdi. In una maniera
più ricca, viene preparata l'insalata di mare dove oltre al polpo si usano seppie, calamari e gamberi.
Il pesce di media taglia viene spesso cucinato all'acqua pazza, ossia con pomodorino e prezzemolo; quelli di taglia più grande sono più frequentemente utilizzati per cotture alla griglia, accompagnati, nelle occasioni più importanti, da gamberoni e mazzancolle.
Come in altri luoghi d'Italia, anche il baccalà figura con più preparazioni. La più tradizionale è quella in cassuola (detta alla napoletana), con il baccalà cotto lentamente nel sugo di pomodoro e condito con pinoli, capperi e uvetta. Più rara e di matrice aristocratica è quella alla cannaruta, dove il baccalà, infarinato e fritto, viene ripassato in padella con cipolla, noci, pinoli e uvetta ed infine sfumato col vino bianco.
Le cozze sono preparate in vari modi, tra cui semplicemente all'impepata, rapidamente lessate, pepate e condite con qualche goccia di succo di limone che ogni commensale spremerà sui singoli mitili. Vongole e altri frutti di mare sono cucinati spesso sauté, saltati in padella con aglio, olio e prezzemolo tritato a crudo; spesso sono serviti su crostini, oppure sono preparati al gratin, ovvero gratinati al forno con pangrattato.
Anche il pesce più economico, principalmente le alici, viene spesso usato per diverse ricette. Tra queste:
- Le alici dorate e fritte, spinate e passate in farina e uovo prima di essere fritte.
- Le alici marinate, sia in succo di limone che aceto.
- Le alici arreganate, spinate e cotte rapidamente in tortiera con aglio, olio, origano e condite con succo di limone o aceto.

I cicenielli, piccolissimi pesci, sono preparati lessi o fritti in una leggera pastella, così come è d'uso fare con le alghe di mare.
La frittura di paranza è di solito fatta con merluzzetti, triglie, fricassuari (piccole sogliolette), ma possono esserci anche altre varietà di pesce di piccolo taglio, come alici o mazzoni. È abitudine servire la frittura caldissima (frijenno magnanno, si suole dire in napoletano). I piccoli gamberetti di nassa, i più freschi venduti ancora vivi e saltellanti, sono fritti rapidamente e senza essere prima infarinati, come invece avviene per la paranza.

## Secondi piatti di carne
Tra le carni ovine, capretto e agnello vengono tipicamente cucinati con patate e piselli al forno, specialmente in occasione di Pasqua; il coniglio è protagonista della preparazione all'ischitana mentre il pollo viene utilizzato per ricette semplici come la cacciatora col pomodoro; le salsicce o le cervellatine sono tradizionalmente soffritte in padella e accompagnate da contorni a base di verdure, specialmente i friarielli. Le tracchie (spuntature) di maiale sono tipicamente consumate come secondo piatto dopo essere state cotte col ragù usato per condire la pasta. Le tracchie si accompagnano o sono alternative alle braciole, nome napoletano degli involtini, preparate con fettine sottili di vitello in cui viene avvolto un ripieno di aglio, prezzemolo, uvetta, pinoli ed altri aromi, e richiuse tradizionalmente con il filo da cucito o con gli stuzzicadenti. Un modo tipico di cucinare le fettine di carne di vitello è alla pizzaiola (sovente è cucinata "alla pizzaiola" anche la provola), ossia con pomodoro, aglio ed origano. Altri piatti di carne sono stati già citati nella sezione sugli ingredienti.

## Piatti di verdure

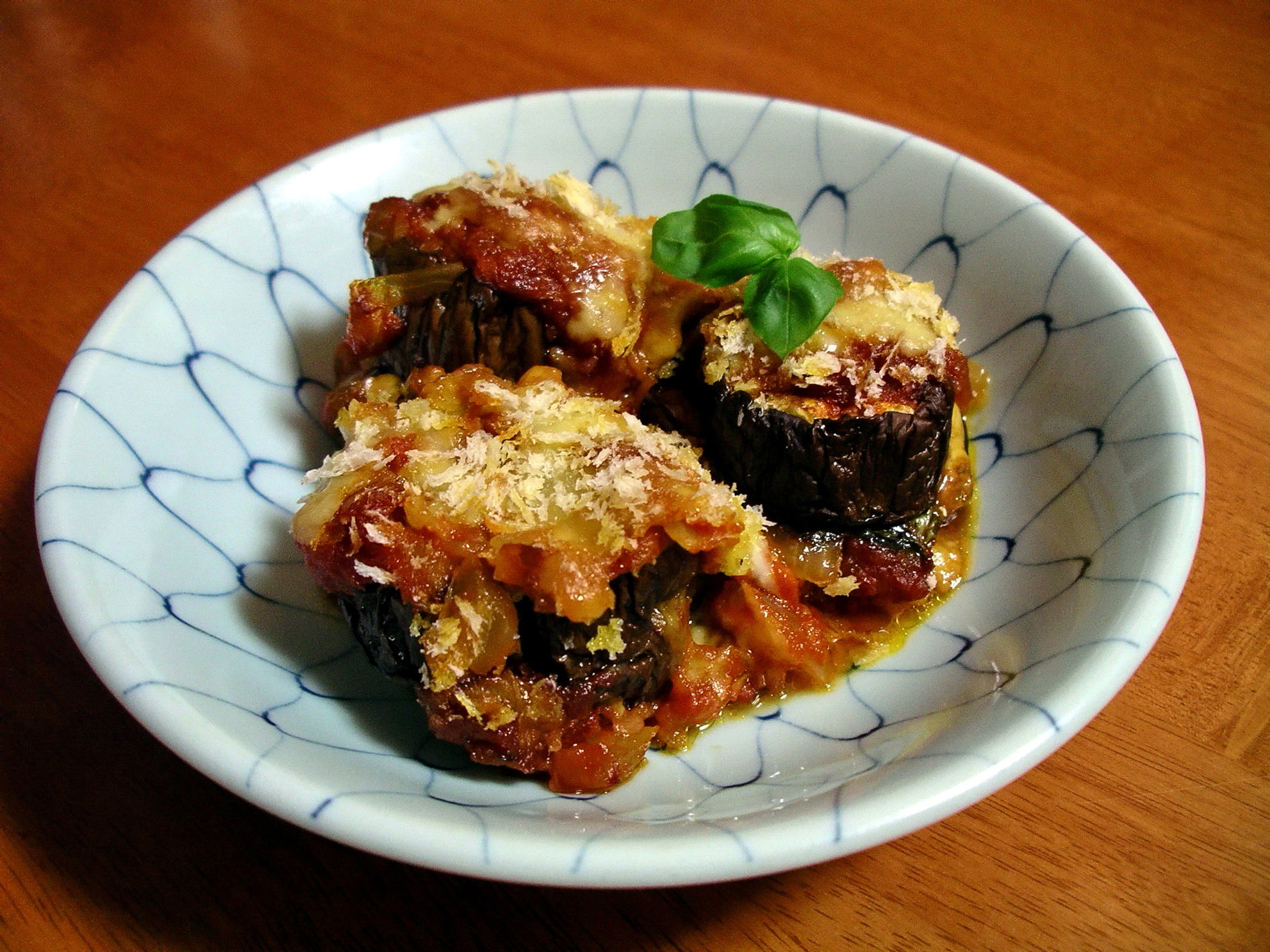
Un piatto di parmigiana di melanzane.

Sono tradizionali minestre di verdure e legumi, come la minestra di scarola e fagioli, preparata con i fagioli cannellini o spollichini, i fagioli alla maruzzara, con pomodoro, aglio, sedano, origano e peperoncino, o la natalizia minestra maritata. Alcuni piatti napoletani a base di verdure, incentrati su ingredienti semplici, sono considerati tra i più ricchi e gustosi della tradizione. Tra questi vanno citati:
- La parmigiana di melanzane, preparata con fette di melanzane fritte e disposte a strati con salsa di pomodoro, fiordilatte e basilico, e cotte al forno.
- Il gattò di patate, pasticcio di patate macinate mescolate con salumi e formaggi, cotto a forno.
- I peperoni ripieni, la cui farcia è composta da ingredienti semplici, ma gustosi: olive, capperi, pane grattugiato.
- Le melanzane a barchetta, tagliate a metà, scavate al centro, e condite con diversi tipi di ripieno.

## Fritture
Oltre alla già citata frittura di pesce, molte verdure si cucinano dorate e fritte (carciofi, zucchine, cavolfiore). Nelle fritture più ricche, si aggiungono anche fegato, ricotta e, prevalentemente in passato, le cervella. La mozzarella si frigge con farina e uovo o in carrozza, posta tra due fette di pane ammorbidite nel latte.
Tra le fritture napoletane vi sono anche i crocchè di patate ed i sciurilli, acquistabili anche per strada nelle tipiche friggitorie, insieme a scagliozzi, pastacresciute, frittelle di alghe e melanzane fritte.
Le frittate, non solo di maccheroni, fanno parte della tradizione napoletana. La più celebre è la famosa frittata di cipolle.

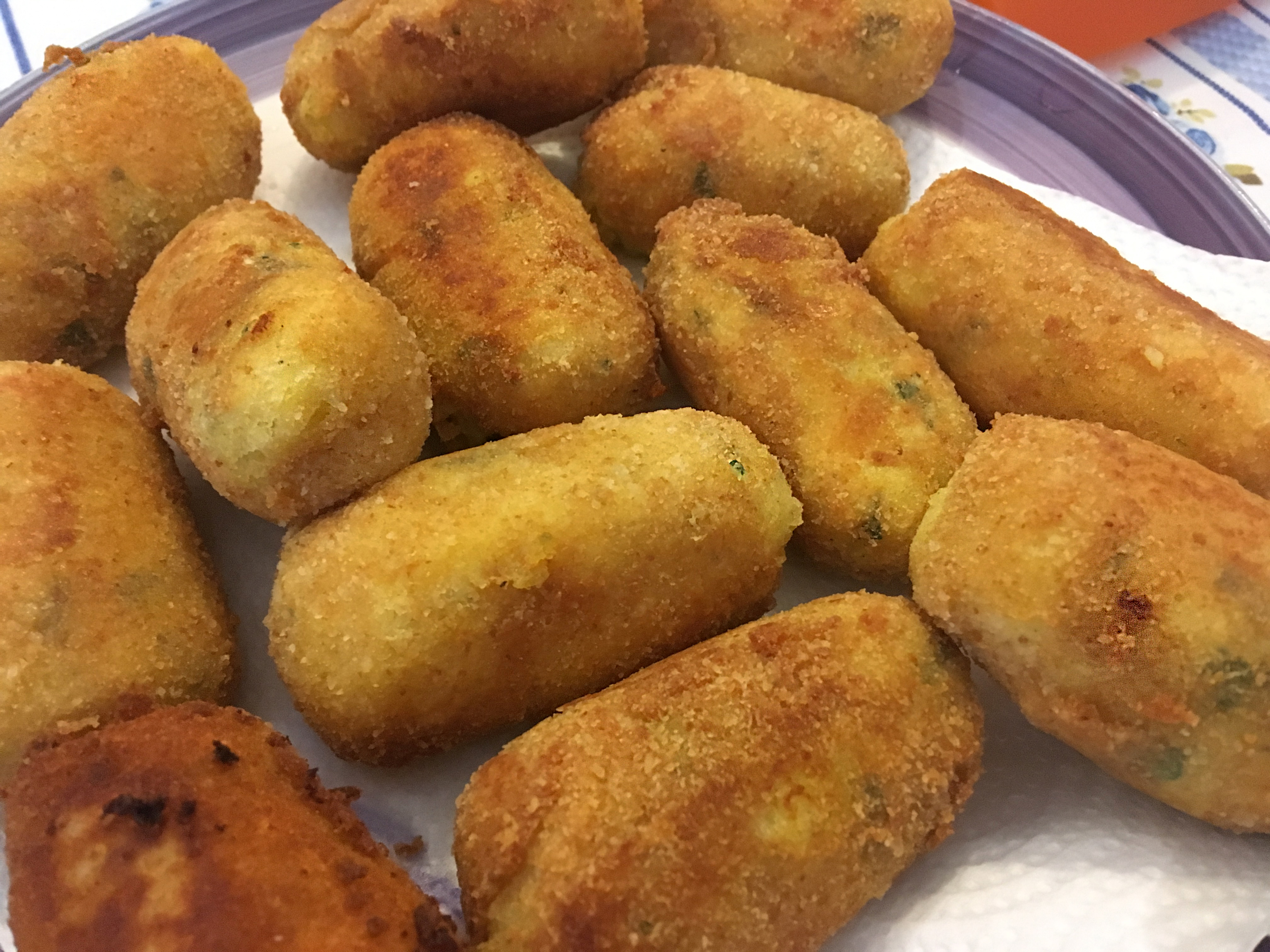
Crocché "panzarotti napoletani"

## Contorni

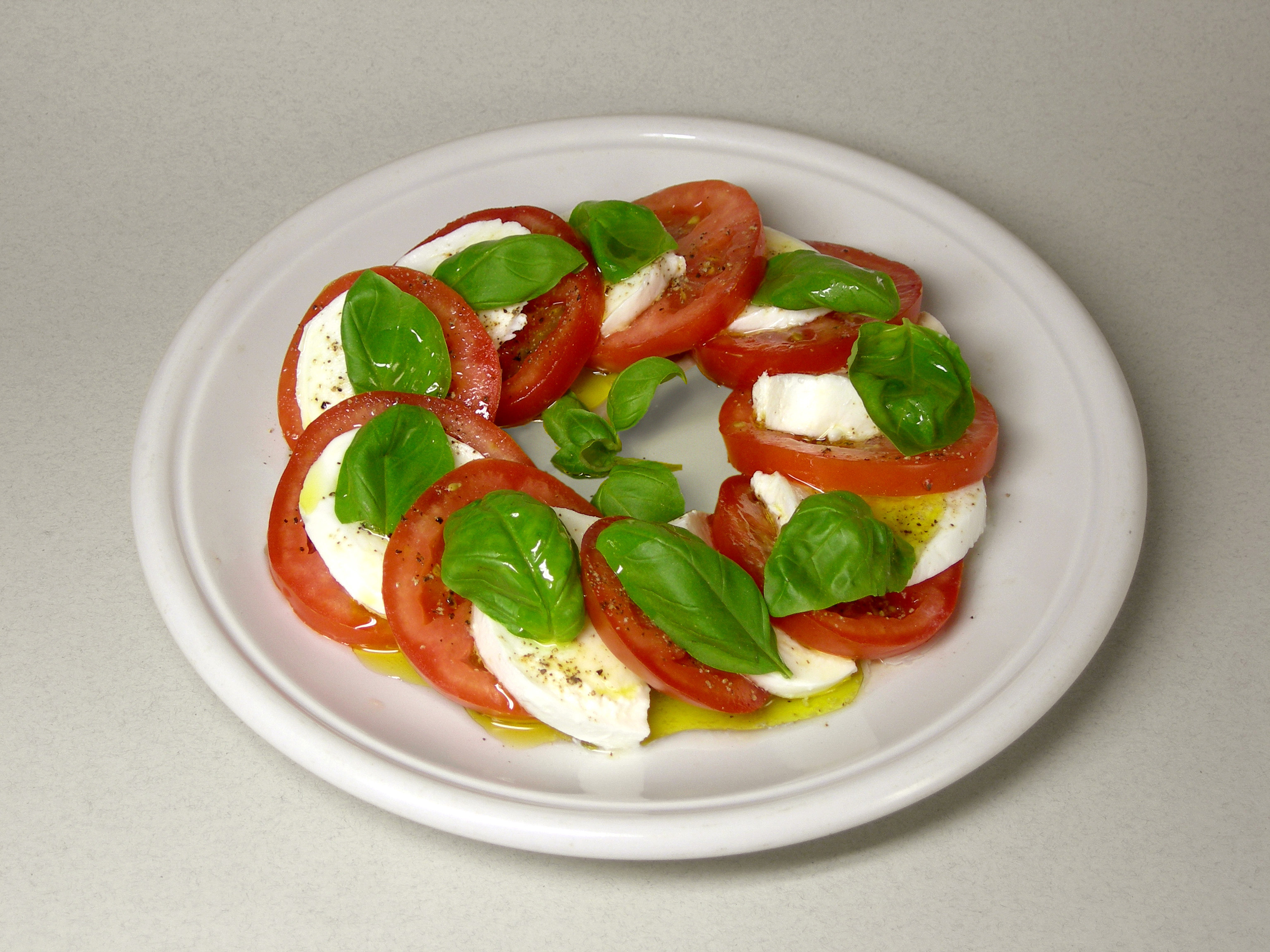
Insalata caprese, con pomodoro, mozzarella e basilico.

La cucina napoletana attribuisce particolare importanza ai contorni, perlopiù a base di verdure. Tra questi:
- Gli zucchini alla scapece, fritti e conditi con aceto e menta fresca.
- Le melanzane a funghetti, in due versioni: fritte a listarelle e condite con pomodorini, oppure soffritte a dadini.
- Le melanzane a scarpone, oggi chiamate spesso a barchetta, vengono tagliate di lungo, fritte in poco olio e condite con sugo di pomodoro alla puttanesca.
- Le mulignane a 'ppullastiello, tagliate a fette dopo una prima cottura, vengono farcite con mozzarella o provola e prosciutto o salame e poi indorate e fritte.
- I peperoni in padella, conditi con olive di Gaeta e capperi.
- I peperoni a gratè, derivanti dal francese au gratin, sono una versione più leggera di quella in padella; cotti al forno, vengono spellati, tagliati e conditi con olio, aglio, prezzemolo, olive, capperi e ricoperti di pangrattato.
- I peperoncini verdi fritti dolci, conditi con salsa di pomodorini.
- I friarielli, soffritti con aglio, olio e peperoncino, spesso accompagnano le salsicce (da cui sasicce e friariell') e cervellatine, per le quali si servono come contorno anche patatine fritte tagliate a cubetti.
- Le scarole o il cavolo cappuccio alla monachina, soffritti in padella e conditi con olive nere di Gaeta, capperi, pinoli, uva passa ed acciughe sotto sale.
- Addorosa a spiritosa!, fatta di fette di pastinaca gialla, cotte nell'acqua e poi messe in una salsa forte di aceto, pepe, origano e peperoncino.

## Rustici

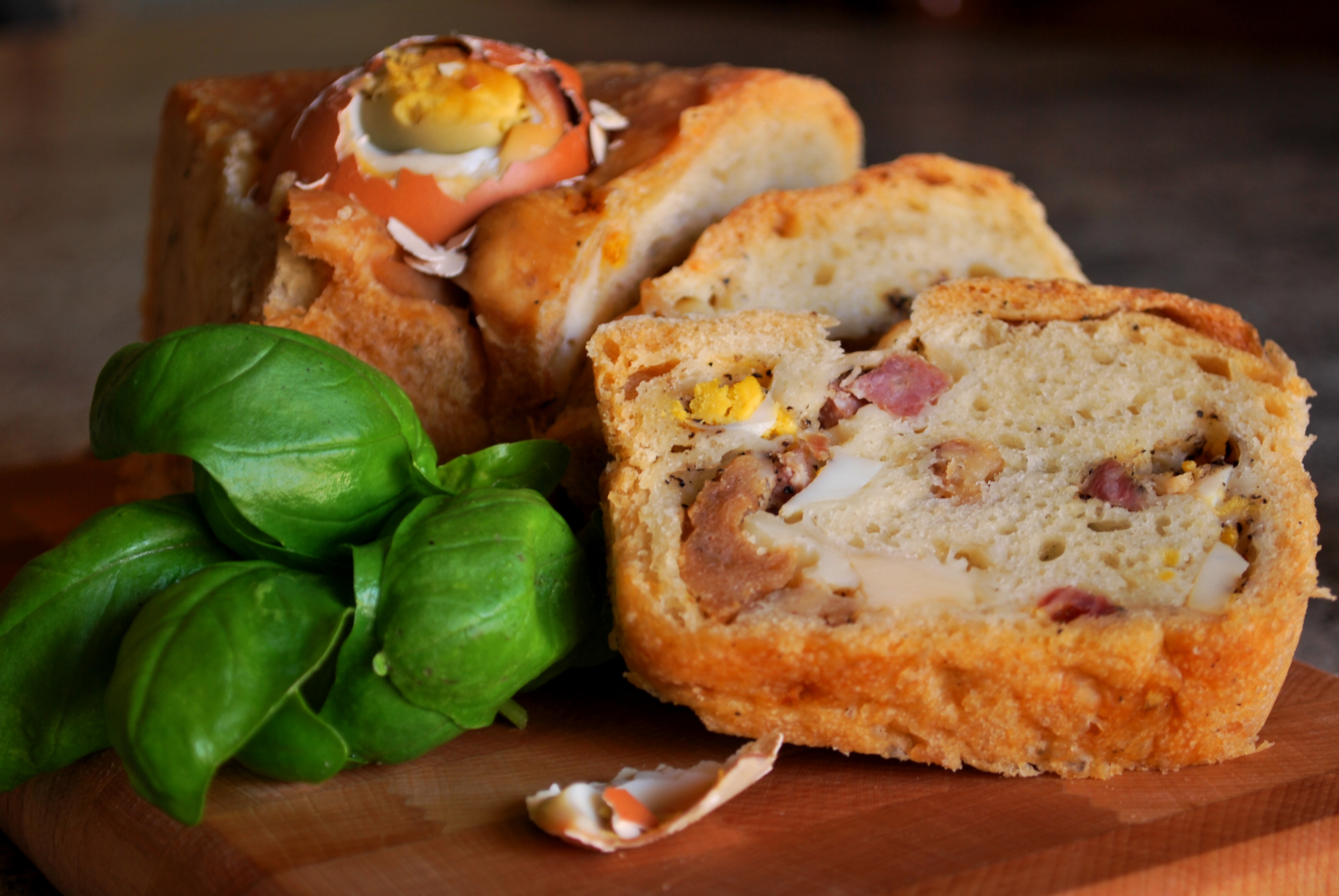
Casatiello

Tra i Rustici più diffusi, vi è la pizza di scarole, preparata con scarole soffritte e condite con aglio, pinoli, uvetta, olive di Gaeta e capperi, e ricoperta con una pasta semplice di farina, acqua e lievito. Il casatiello, o tòrtano è il rustico tipico del periodo di Pasqua, consumato anche il giorno di pasquetta durante le gite fuori porta. Oggi i due nomi si usano spesso come sinonimi, ed indicano un rustico ricco di un'imbottitura di formaggi ed insaccati. Nelle versioni originali tòrtano e casatiello erano più semplici; quest'ultimo si distingueva dal primo perché caratterizzato dalla presenza di uova nell'impasto, mentre il primo era ripieno di cicoli:
(Francesco de Bourcard, Usi e costumi di Napoli, Vol. II, pag. 274)
Anche il babà ha la sua versione rustica. La pasta del babà è infatti neutra, e nella versione da pasticceria acquista il gusto dolce dal bagno di acqua, zucchero e rum. Nella versione rustica, invece, all'impasto vengono aggiunti formaggio e salumi.
In rosticceria sono oggi molto diffusi e apprezzati la parigina - una sorta di pizza rustica farcita con pomodoro, formaggio, prosciutto cotto e poi coperta con uno strato di pasta sfoglia croccante - e i panini napoletani, che in realtà non sono panini veri e propri, bensì rustici imbottiti di salumi e formaggio.
La combinazione tra dolce e salato caratterizza il rustico napoletano, un piccolo guscio di pasta frolla dolce farcito internamente con ricotta e salame.
Risale agli anni Venti l'ideazione del danubio, nato come dolce ispirato alle focaccine boeme Buchteln, ma poi affermatosi come rustico con la sostituzione del ripieno di marmellata con provola e salame.

## Dolci

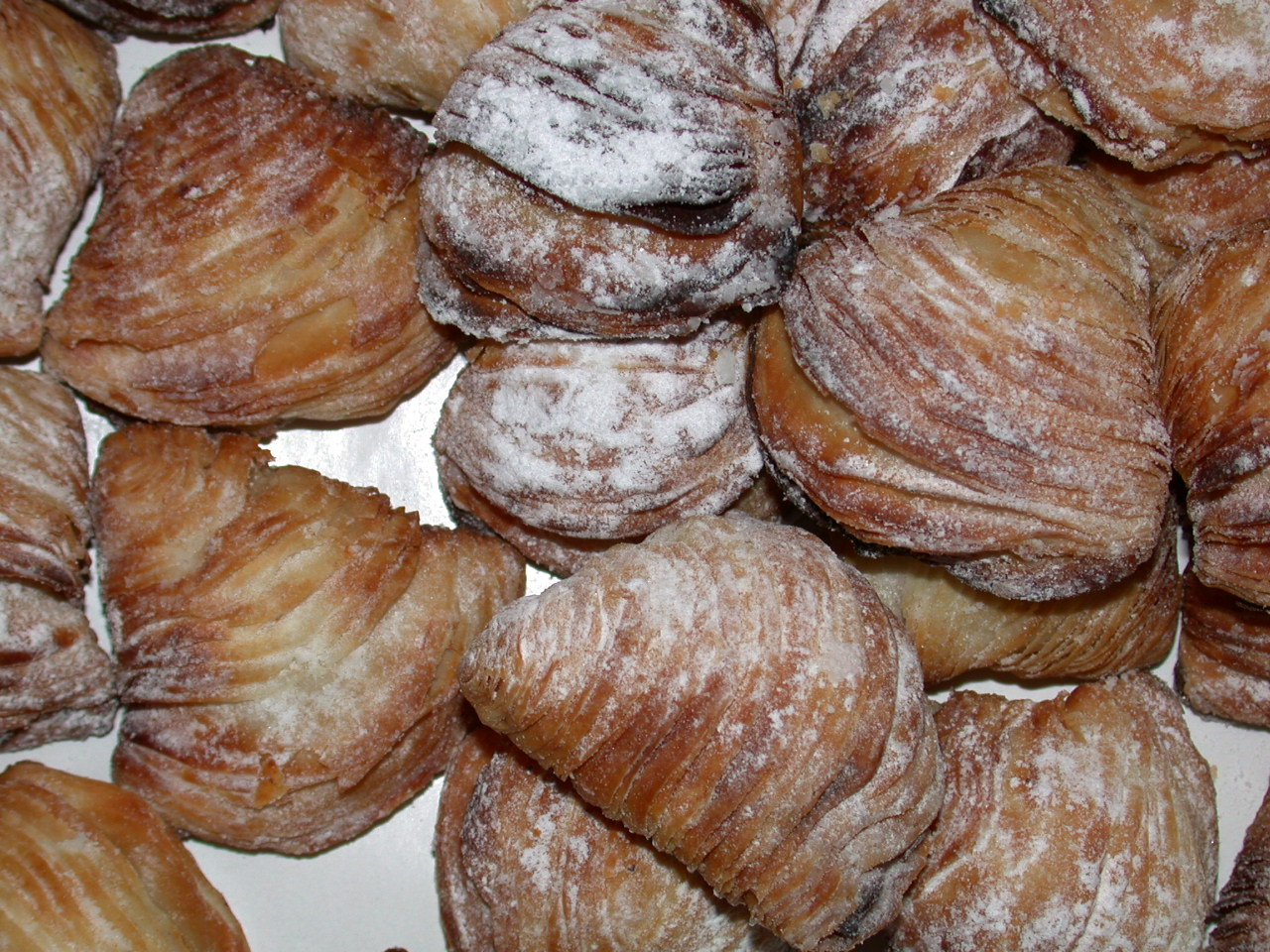
Le sfogliatelle ricce, dolce la cui tradizione risale al XVII secolo.

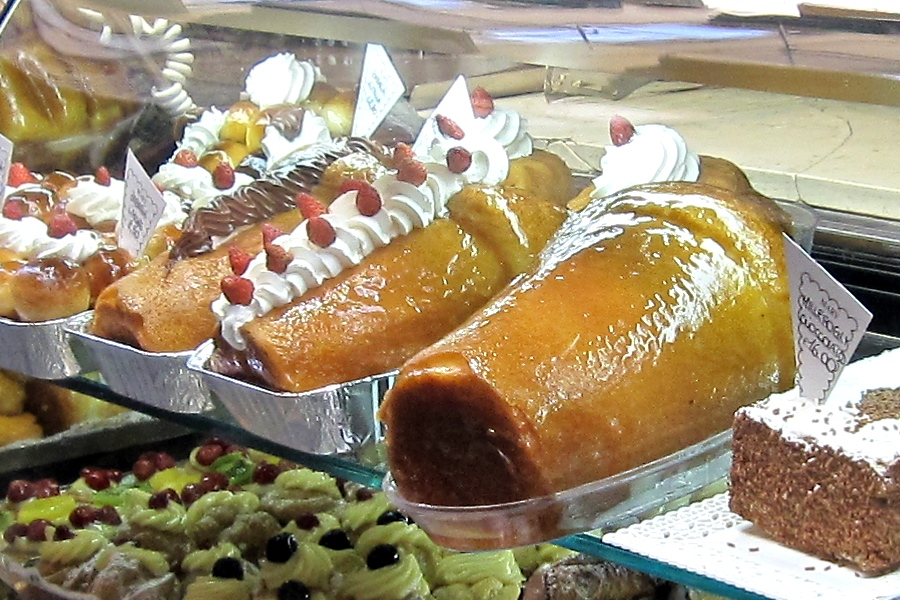
I Babà napoletani (da destra: quello classico col rum, quello con panna e fragole e quello col cioccolato)

La tradizione culinaria napoletana presenta un’ampia varietà di dolci, tra i quali i seguenti:
- La sfogliatella, frolla o riccia, ideata nel Settecento nel monastero di Santa Rosa situato a Conca dei Marini, nei pressi di Amalfi, il cui ripieno contiene una crema di ricotta, semolino, cannella, vaniglia e cedro e scorzette di arancia candite.
- Il babà, variante napoletana di un dolce che ha probabilmente origini polacche.
- Le zeppole di San Giuseppe, fritte o al forno, sono ciambelle ricoperte di crema e di amarene.
- La pastiera, del periodo di Pasqua, è un dolce tipicamente realizzato a casa. Tra gli ingredienti vi è il grano, che a Napoli viene venduto già lessato e pronto per l'uso. L'uso di questo ingrediente potrebbe essere legato ai culti della fecondità di epoca greco-romana.[7]
- Gli struffoli natalizi, dolce tipico fatto da molte palline piccole e fritte, condite con miele. Questo dolce ha probabili origini greche, come riportato nell'introduzione storica.
- La delizia al limone, creazione degli anni settanta, ma entrata di diritto nella tradizione dolciaria campana. A base di limoni della costiera sorrentina e limoncello.
- La torta caprese, a base di mandorle e cioccolato. Con la delizia al limone ed il babà è tra i dolci più utilizzati per i pranzi e le cene che celebrano matrimoni ed altri eventi importanti.
- Le graffe, ciambelle fritte ricoperte di zucchero con una base di farina e patate. Consistenti in una rielaborazione dei Krapfen tedeschi, vengono di solito preparate nel periodo del carnevale anche se sono reperibili durante tutto l'anno.
- La Testa di moro. Consiste in una cupoletta di pan di Spagna, farcita da crema al cioccolato, bagnata da sciroppo di zucchero e rum e ricoperta totalmente da piccole scaglie di cioccolato fondente.
- Il ministeriale è un medaglione ricoperto di cioccolato fondente con all’interno una morbida crema al liquore, composta inoltre da ricotta, frutta e nocciola. Fu creato agli inizi del '900 dal pasticcere Francesco Scaturchio.
- La monachina è un piccolo dolce di pasta sfoglia farcito con crema pasticcera e amarene: la sua ideazione è attribuita al Monastero delle Trentatre.
- La deliziosa è considerata un fiore all'occhiello della piccola pasticceria napoletana. Consiste in due biscotti di pasta frolla sovrapposti, ricoperti di zucchero a velo e farciti con crema al burro e granella di nocciola.Struffoli Napoletani, tipico dolce di natale

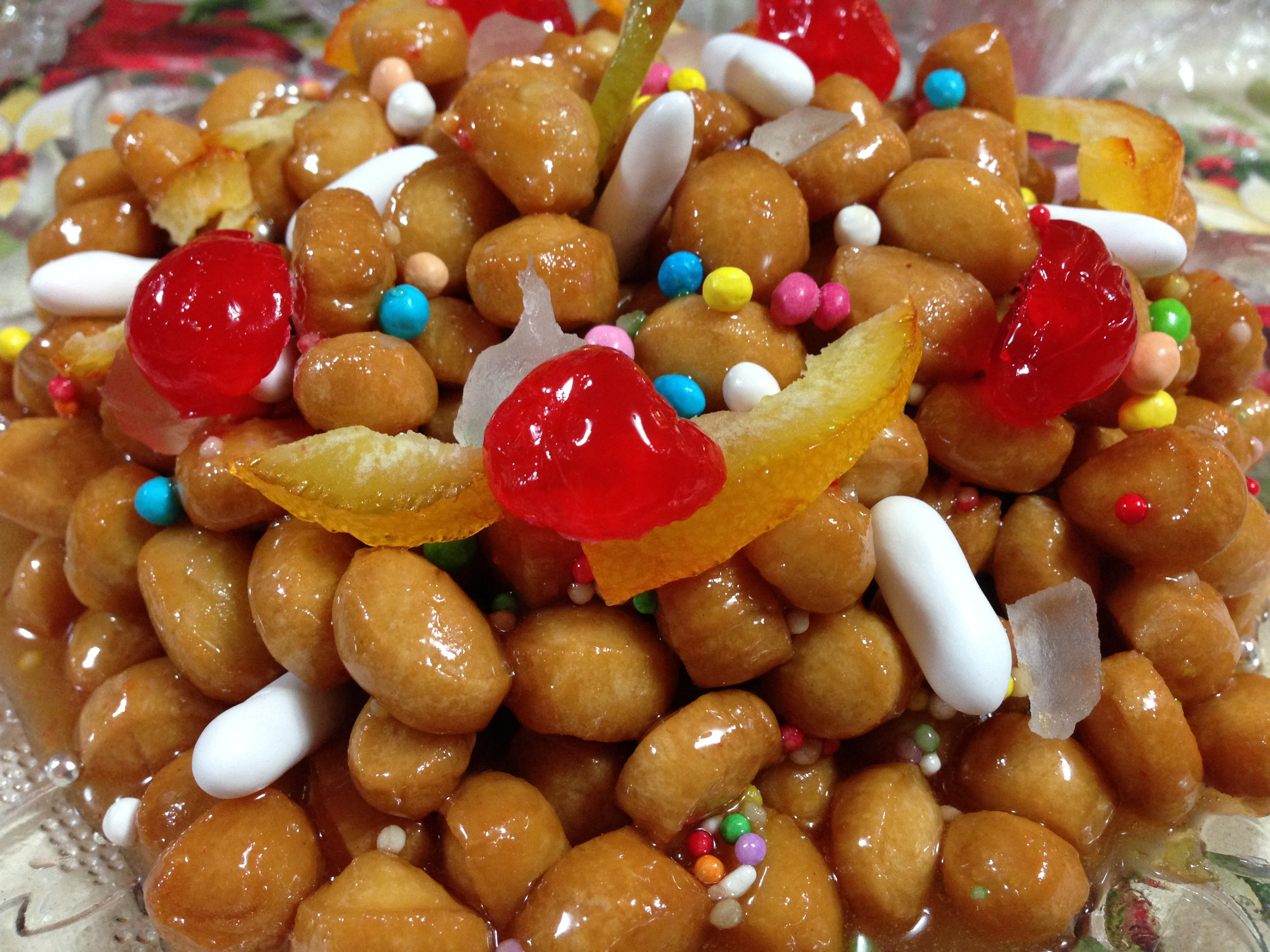
Struffoli Napoletani, tipico dolce di natale

- Le prussiane sono dolci di pasta sfoglia con una forma similare a un ventaglio, derivanti dai palmiers francesi.
- La coda d'aragosta è una derivazione della sfogliatella riccia, dalla quale differisce per la forma più allungata (da qui il nome) e per la farcitura (crema pasticcera o panna o cioccolato) aggiunta dopo la cottura (e non prima, come nel caso della sopradetta).
- Il fiocco di neve è un pasticcino farcito con una crema a base di ricotta.[70]
- Le coviglie sono gelati semifreddi morbidi ed eterei le cui consistenze ricordano quelle tipiche della mousse.
- Gli spumoni sono gelati a gusti stratificati e farciti.

## Piatti delle feste
Di peculiare varietà e ricchezza l’elenco delle ricette legate alle festività.

### Piatti natalizi

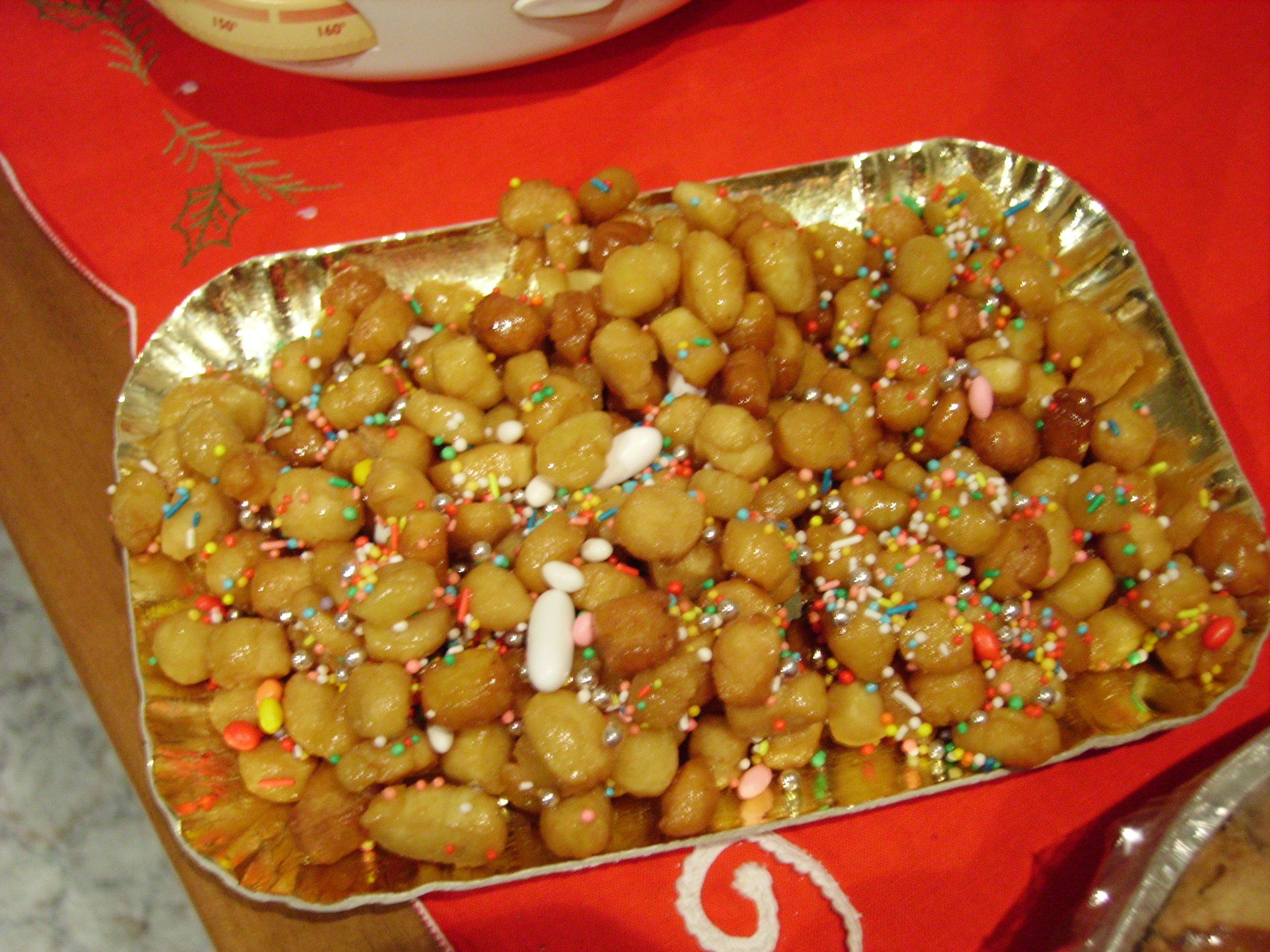
Gli struffoli sono tipici di Natale e hanno probabili origini greche.

La cena della vigilia natalizia è tipicamente composta da spaghetti alle vongole, seguiti da capitone e baccalà fritti, accompagnati dall'insalata di rinforzo che è preparata con cavolfiore lesso, sottaceti, peperoni tondi sottaceto dolci o piccanti (le pupaccelle), olive e acciughe sotto sale.
I dolci natalizi sono:
- I roccocò, biscotti duri a forma di ciambella e a base di mandorle.
- I mustacciuoli, biscotti di forma romboidale ricoperti di cioccolata. I mostaccioli napoletani sono anche riportati da Bartolomeo Scappi, cuoco personale di Pio Vnel suo pranzo alli XVIII di ottobre.[71]
- I raffiuoli, dolci di pan di Spagna ricoperti di una glassa bianca di zucchero
- I susamielli, dolci a base di mandorle a forma di "S".
- Le sapienze, variante dei susamielli, che venivano preparate dalle suore clarisse nel convento di Santa Maria della Sapienza a Sorrento.
- I Divino Amore, dolci paste ovali ricoperte da una glassa rosa di zucchero e farcite con mandorle, canditi misti, uova e confettura alle albicocche. La loro creazione avvenne nel Monastero del Divino Amore (non più esistente).
- Gli struffoli, di cui si è già parlato.
- La "pasta reale" nella sua versione napoletana, seppur non ancora riconosciuta come facente parte della pasticceria partenopea, è comunque da legarsi alla tradizione: si tratta di dolcetti composti di mandorle tritate finissime, zucchero in peso pari a quello delle mandorle ed albume d'uovo per legare. Nella versione tradizionale il dolcetto veniva ricoperto di naspro (zucchero disciolto sul fuoco in poca acqua): tale rivestimento, per via dell'estrema dolcezza del sapore che può risultare stucchevole, è raramente utilizzato.

La cena della vigilia si completa con le ciociole, ossia frutta secca (noci, nocciole e mandorle), fichi secchi e le castagne del prete, cotte a forno.
Tipici del pranzo di Natale sono la minestra maritata oppure i tagliolini in brodo di gallina.

### Piatti pasquali
La diffusione di pastiera e casatiello risale almeno al Seicento. Lo testimonia la seguente citazione tratta dalla favola la gatta Cenerentola di Giambattista Basile (1566–1632).
(Giambattista Basile, La gatta Cenerentola.)

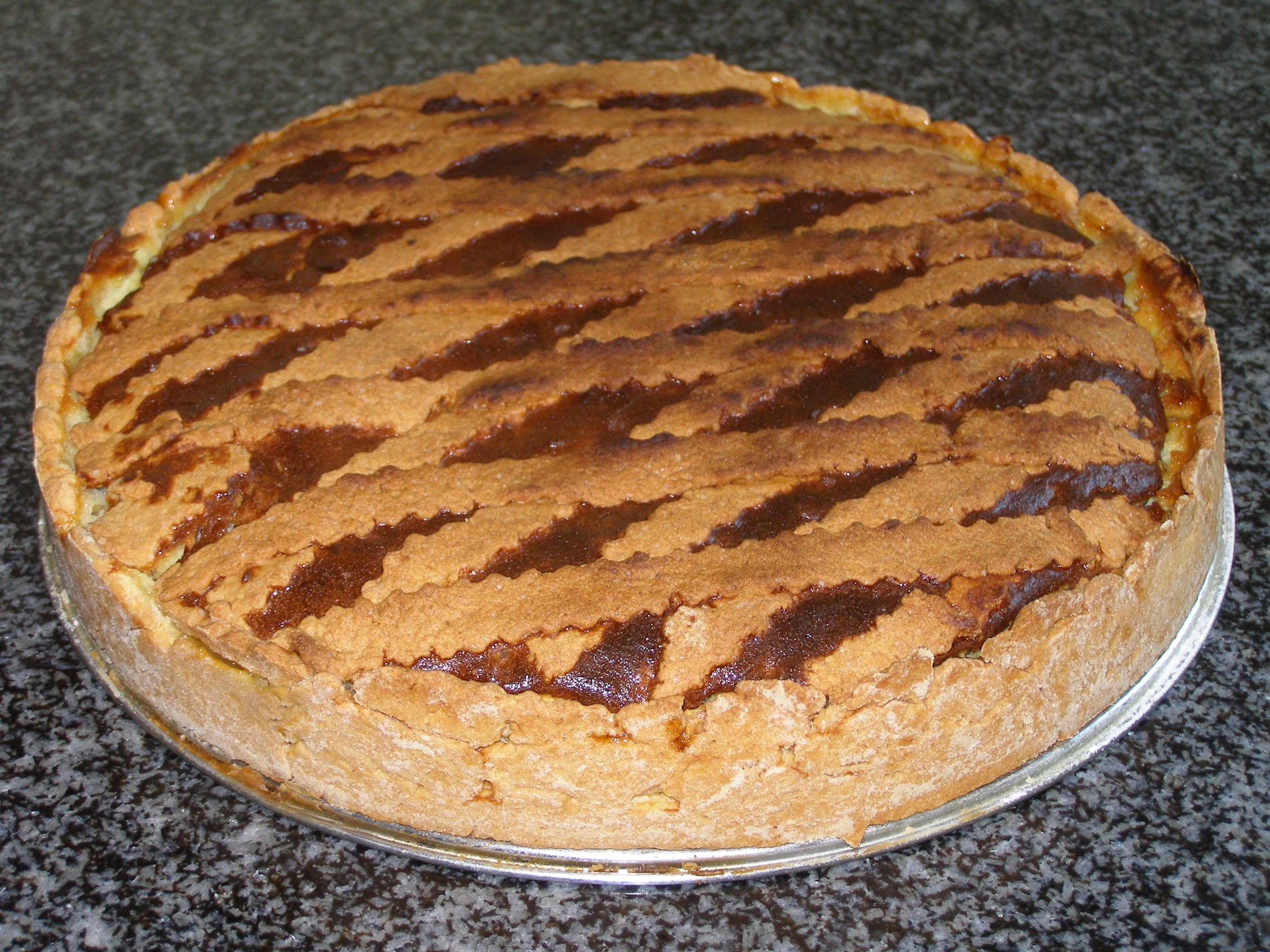
La pastiera è il dolce tipico di Pasqua.

Il piatto principale di Pasqua è il casatiello, anche consumato il giorno di pasquetta durante le gite fuori porta, accompagnato dalla fellata, banchetto di affettati misti (principalmente salame e capocollo), ricotta salata e uova sode, oppure da agnello o capretto al forno con patate e piselli. Il dolce tipico di Pasqua è la pastiera, realizzata tradizionalmente in casa, del quale esistono molte varianti legate alle tradizioni delle famiglie.
Una descrizione del pranzo pasquale dell'800 non si discosta molto dall'usanza odierna:
(Francesco de Bourcard, Usi e costumi di Napoli, Vol. II, pag. 274)

### Altre feste
Per il carnevale la versione napoletana della lasagna non prevede besciamella.
Tra i dolci di carnevale vi sono le chiacchiere, diffuse con altri nomi in tutt'Italia, ed il sanguinaccio, che nella versione originale viene preparato con sangue di maiale e cioccolato, al quale sono spesso abbinati i savoiardi, biscotti leggeri da pasticceria.
Un altro dolce tipico di carnevale è il migliaccio, di origine beneventana, a base di semolino, in qualche modo simile al ripieno della sfogliatella.
Tipico del 2 novembre è il torrone dei morti che, a differenza del torrone classico, non è a base di miele, ma di cacao, ed è preparato in vari gusti, con nocciole o frutta secca e candita, ma anche al caffè, o altri gusti ancora.

## Frutta

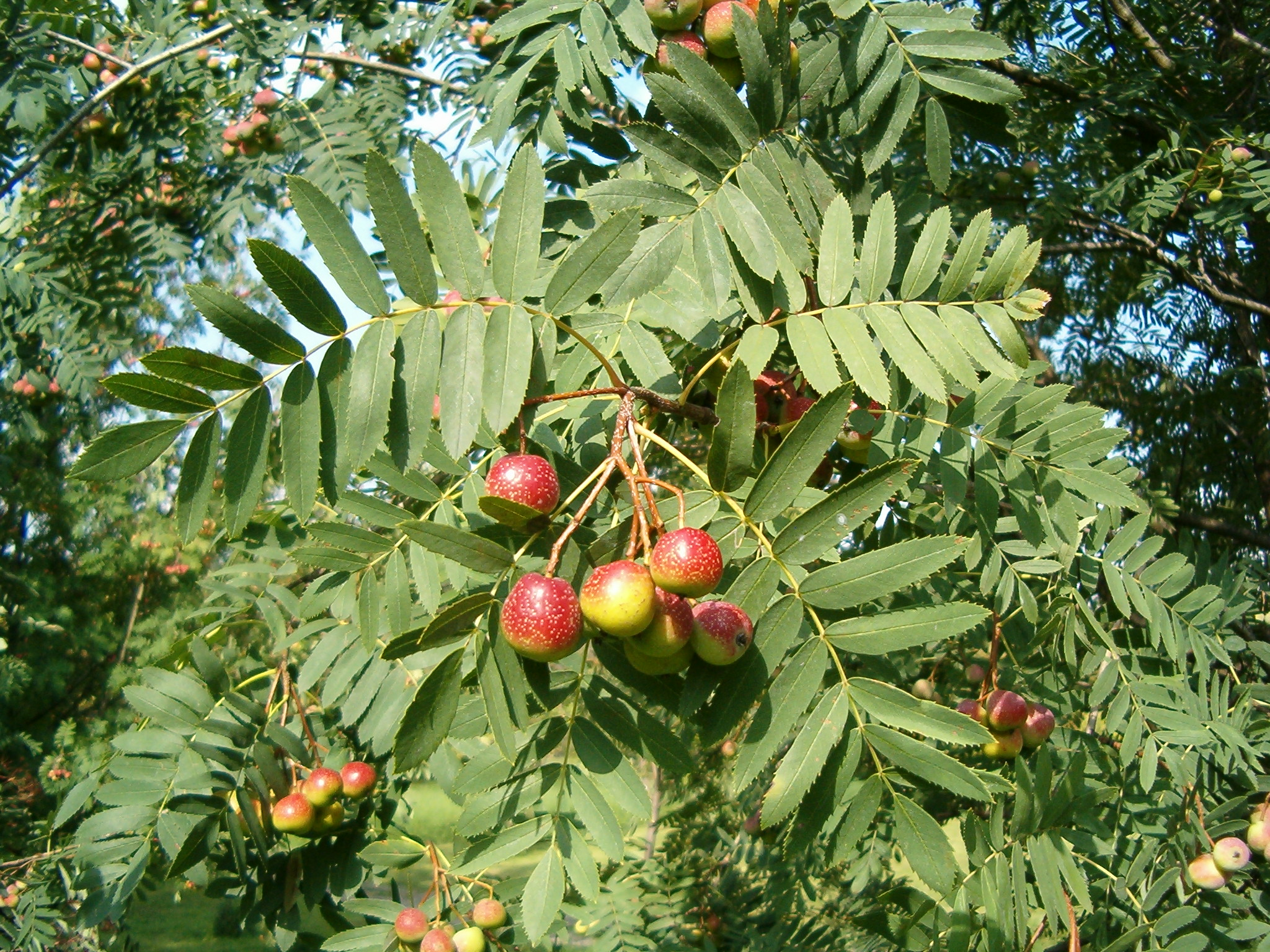
Un grappolo di sorbe, definite nespole amare da famosi versi del Settecento.

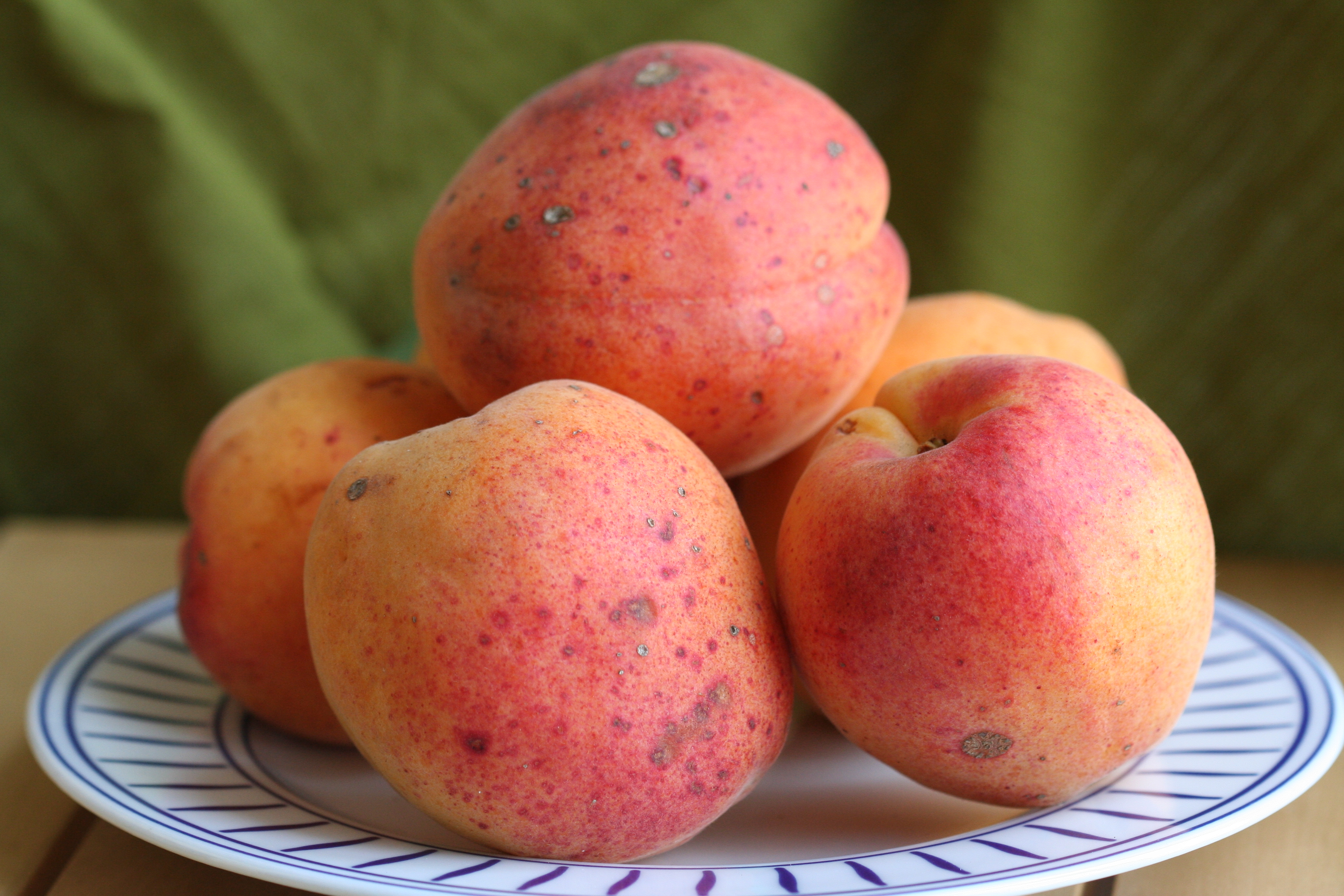
Crisommole del Vesuvio, dalla tipica colorazione rosso-arancione.

La frutta è spesso presente al termine del pasto, specialmente d'estate. Abbondante e molto varia è in tutte le stagioni la produzione locale, tra cui spicca la mela annurca. Dall'area vesuviana provengono crisommole, varietà di albicocche nota già nel Cinquecento e la varietà di ciliegie detta cerase d' 'o monte. Tra le altre specialità di frutta locali, le nespole, le sorbe, che si raccolgono a grappoli ancora acerbe, diverse varietà di fichi ed i gelsi, bianchi ('e cevese annevate) e rossi, molto rari. La saporita pesca gialla col pizzo (percuoco, o percoca in napoletano) viene anche usata, a pezzi, per insaporire il vino rosso del Monte di Procida, freddo, secondo la tradizione spagnola, similmente alla sangria. Tra le sopraelencate, diverse varietà di frutta sono tutelate dalla denominazione di origine protetta.
Le fette di anguria ('o mellone) erano una volta vendute fresche d'estate sulle bancarelle dei mellunari, ormai scomparsi, fino alla fine del secolo scorso. L'acquisto di un mellone intero era spesso preceduta dalla prova, ossia il taglio con un lungo coltello di un tassello piramidale che dava l'opportunità al potenziale acquirente di assaporare la dolcezza dell'anguria prima dell'acquisto. Il tassello, dopo l'assaggio, veniva rimesso in sede al momento dell'acquisto. Questa pratica è stata abbandonata da diversi anni principalmente per motivi igienici.
La frutta secca è consumata tipicamente durante le feste di Natale, con il nome di ciociole. Le castagne sono usate per diverse ricette, tra le quali i "cauzuncielli", fagottini sfogliati a forma di mezzaluna con ripieno fatto di castagne lesse e passate, cioccolato caffè zucchero e un po' di anice o rum, oppure semplicemente allesse, ossia sbucciate e lessate con foglie di alloro, e consumate prevalentemente per la prima colazione.

## Vini
Tra i vini campani tradizionalmente abbinati alla cucina campana, le DOC e DOCG Greco di Tufo, Falanghina, Fiano di Avellino, Asprinio di Aversa, tra i bianchi; Taurasi, Aglianico, Piedirosso o pere 'e palummo, Solopaca, tra i Rossi. Il celebre Lacryma Christi del Vesuvio si produce sia bianco che rosso.
Tre vini campani hanno la denominazione DOCG, tutti prodotti nella provincia di Avellino:
- Il Taurasi, rosso, anche nella versione riserva
- Il Fiano di Avellino, bianco
- Il Greco di Tufo, bianco, anche nella tipologia spumante

## Caffè

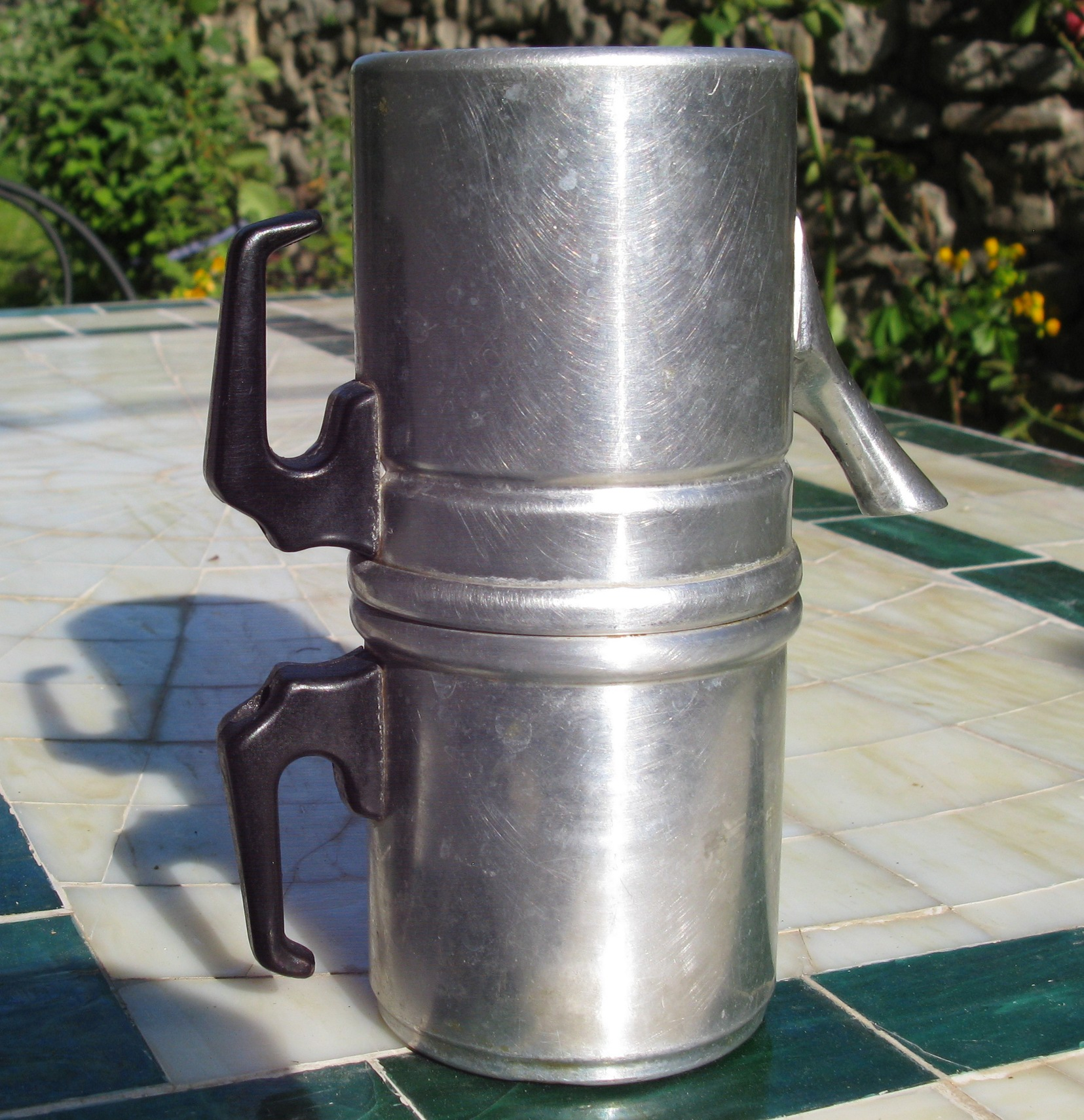

(Eduardo nel film Questi fantasmi)

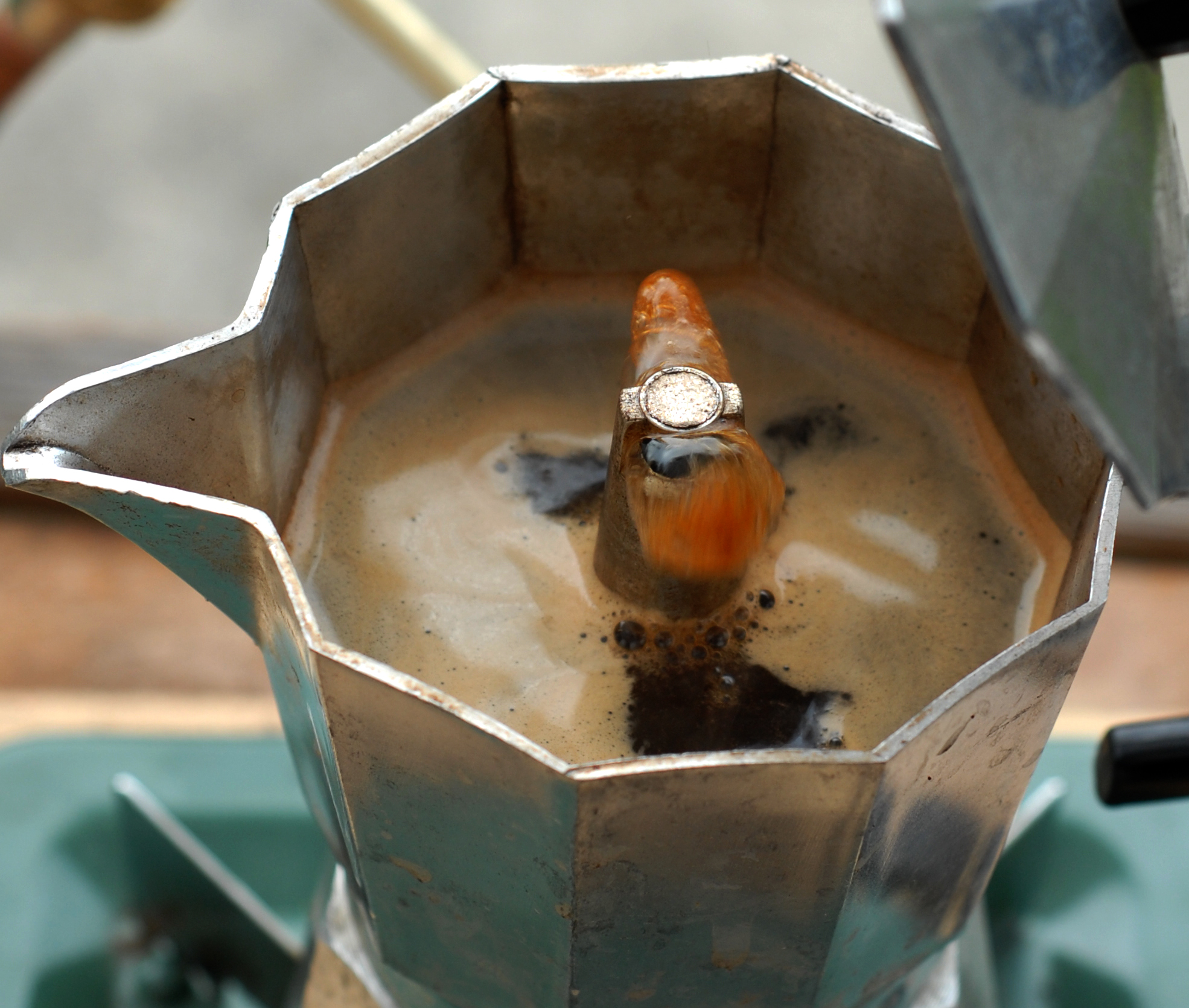
La moka ha ormai rimpiazzato la caffettiera napoletana in gran parte delle famiglie napoletane.

Fuori casa, la tipica tazzulella 'e cafè, sempre presente al termine di un pranzo o di una cena, talvolta viene servita al tavolo del ristorante, ma è usanza diffusa recarsi a consumarla al bar; tra i caffè più celebri di Napoli vi è sicuramente lo storico caffè Gambrinus, in piazza Trieste e Trento.
Gran parte dei Napoletani ritiene che il caffè partenopeo sia unico per aroma e densità. Molte leggende metropolitane cercano di avvalorare quest'affermazione in base a vari motivi, che vanno dall'acqua del Serino, al tipo di miscela, alla calibrazione della macchina, o, più semplicemente, all'abilità dei baristi napoletani. Nessuna di queste ipotesi ha in realtà mai ricevuto una verifica scientifica.
Nelle case, la caffettiera napoletana, detta anche cuccumella, pur ancora in vendita, è ormai stata largamente rimpiazzata dalla moka.

## Liquori

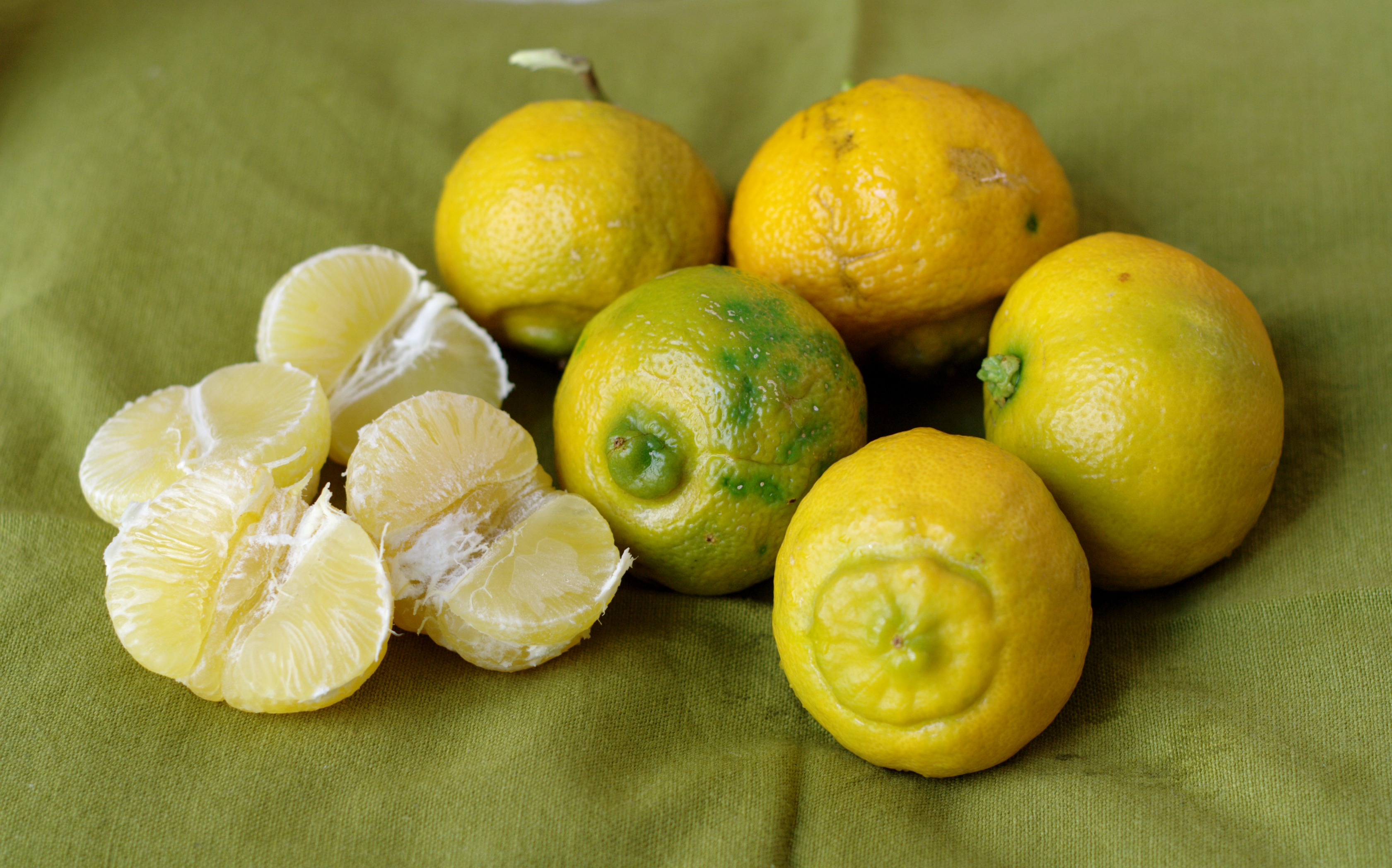
Il limo, agrume ormai raro, tradizionalmente usato per la preparazione del liquore agli agrumi.

I pranzi e le cene più abbondanti terminano con caffè e liquore.
Al diffusissimo limoncello era una volta preferito il liquore ai quattro frutti, ossia limone, arancia, mandarino e limo, un agrume locale simile al bergamotto, ormai molto difficile da reperire in commercio. Il nocillo, diffuso in molte regioni d'Italia, è tra gli amari tradizionalmente più apprezzati. Molto consumato è anche l'amaro alla rucola (originario di Ischia).

## Gastronomia da asporto napoletana
A Napoli, da tempo immemore, è diffuso l'uso di acquistare e consumare cibi tipici per strada. Questa funzione era anticamente assolta dai thermopolia di epoca romana, rinvenuti negli scavi archeologici di Pompei ed Ercolano e in numerosi altri siti archeologici della zona. Tipici sono alcuni prodotti da friggitoria che si possono ancora oggi acquistare, soprattutto nelle vie del centro storico di Napoli, tra i quali vanno citate le pastacresciute, gli scagliozzi, i sciurilli, le frittatine di maccheroni alla besciamella ed i panini fritti, oltre alle melanzane e zucchine fritte e ai crocchè di patate imbottiti di mozzarella dei quali esiste una versione più piccola e priva di mozzarella detti panzarotti. La missione del pasto veloce, antesignano dei moderni fast food, è presente nel nome vaco 'e pressa (vado di fretta), nome di una storica rosticceria sita in piazza Dante.
La pizza a portafoglio e la pizza fritta si trovano ancora presso le pizzerie di via dei Tribunali, port'Alba e piazza Cavour. Alla Pignasecca sono ancora attive alcune botteghe di carnacuttari che vendono vari tipi di trippa, 'O pere e 'o musso o la storica zuppa 'e carnacotta. Da Mergellina a via Caracciolo sono ancora numerosi i venditori di taralli 'nzogna e pepe (sugna e pepe), mentre rarissima è ormai la presenza de  'o broro 'e purpo (il brodo di polpo), una volta declamato dai venditori ambulanti.
Fino a non molti anni fa erano diffuse bancarelle che vendevano 'o spassatiempo (il "passatempo"), ossia noccioline, semi di zucca e ceci tostati, lupini in salamoia, il cui nome deriva dal tempo necessario per sgusciare questi tipi di semi, frutta secca e legumi.
Fino agli ultimi decenni del Novecento un venditore di panini farciti con la ricotta offriva una colazione al sacco a chi si imbarcava per le isole al porto di Pozzuoli.
D'estate venditori ambulanti offrono ancora oggi refrigerio con una semplice granita, definita 'a rattata (la grattata), ossia, del semplice ghiaccio grattugiato a partire da un singolo grosso blocco con un apposito strumento simile ad una pialla, che viene condito con dello sciroppo dolce. I gusti più tipici sono latte di mandorla, amarena, menta.